# Personaggi di Doctor Who
Questa voce contiene un elenco dei personaggi presenti nella serie televisiva Doctor Who.

## Protagonista

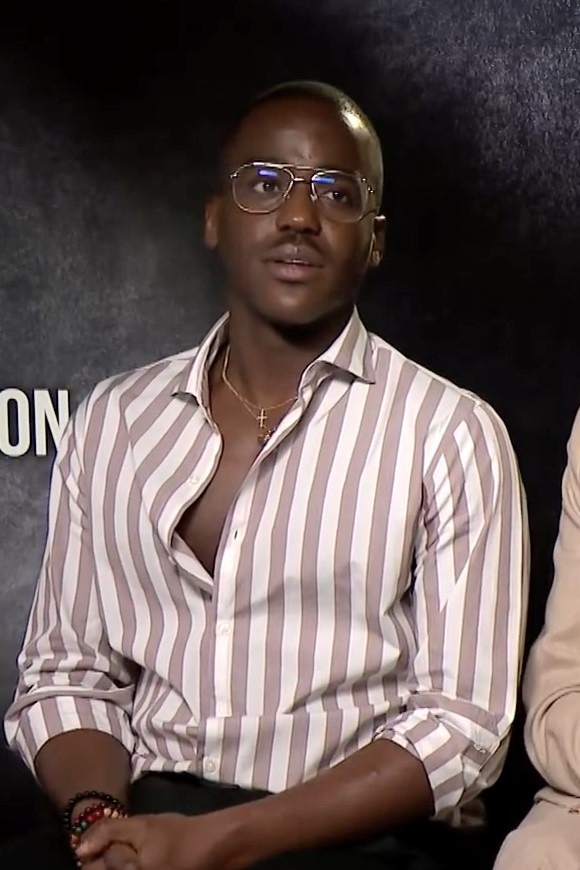
Ncuti Gatwa interpreta il Quindicesimo Dottore

Il Dottore (Doctor in originale, "The Doctor") è un extraterrestre, della razza dei Signori del Tempo (Time Lords) originaria del pianeta Gallifrey, che compie viaggi spazio-temporali a bordo del TARDIS, un'astronave di enormi dimensioni all'interno, ma che all'esterno presenta l'aspetto dimesso e le dimensioni di una vecchia cabina telefonica blu della polizia britannica.
Avendo il potere di rigenerarsi, il personaggio è stato interpretato nel corso degli anni da dodici attori diversi: William Hartnell, Patrick Troughton, Jon Pertwee, Tom Baker, Peter Davison, Colin Baker e Sylvester McCoy nella serie classica; Paul McGann nel film Doctor Who; Christopher Eccleston, David Tennant, Matt Smith, Peter Capaldi e Jodie Whittaker nella nuova serie. A essi poi si aggiunge John Hurt, interprete di un'incarnazione del personaggio nata da una rigenerazione forzata dell'ottavo Dottore ai tempi della Guerra del Tempo (come narrato nel mini-episodio La notte del Dottore), che inizialmente rinuncerà al titolo di "Dottore", prendendo quello di War Doctor. Tuttavia nel finale dello Speciale per il 50º anniversario della serie (Il giorno del Dottore) le altre rigenerazioni del Dottore prenderanno una decisione diversa.

## Compagni di viaggio del Dottore
Tradizionalmente il Dottore viaggia e condivide le sue avventure con uno o più compagni di viaggio. Nella serie classica tali comprimari prendevano generalmente il nome di amici o assistenti; a partire dal 2005 viene invece utilizzata la dicitura «compagni» («companions» in originale) anche nei dialoghi.
La maggior parte dei compagni del Dottore sono di specie umana; nella serie classica, tuttavia, il personaggio venne affiancato anche da alcuni personaggi alieni (Kamelion, Nyssa, Adric, Turlough e Astrid), altri della sua stessa specie (sua nipote Susan e Romana) e dal robot canino K-9.

### Serie classica
All'inizio della serie originale il Dottore è in viaggio con sua nipote Susan (interpretata da Carole Ann Ford), che apparve in 51 episodi; a loro si unirono, fin dalla prima puntata, Barbara Wright (Jacqueline Hill) e Ian Chesterton (William Russell). Successivamente il Dottore viaggiò in compagnia di Vicki (Maureen O'Brien), Steven Taylor (Peter Purves), Katarina (Adrienne Hill), Sara Kingdom (Jean Marsh), Dodo Chaplet (Jackie Lane), Polly (Anneke Wills) e Ben Jackson (Michael Craze).
Polly e Ben Jackson affiancarono anche il Secondo Dottore, insieme a Jamie McCrimmon (Frazer Hines), Victoria Waterfield (Deborah Watling), Zoe Heriot (Wendy Padbury) e il maggiore/brigadiere (Brigadier in originale) Alistair Gordon Lethbridge-Stewart (Nicholas Courtney).
Liz Shaw (Caroline John) comparve in venticinque episodi insieme al Terzo Dottore; Jo Grant (Katy Manning) per ben settantasette tra la settima e la decima stagione.
Sarah Jane Smith (interpretata da Elisabeth Sladen) accompagnò sia il Terzo che il Quarto Dottore per un totale di ottantasette episodi. L'attrice è inoltre apparsa come guest star nella nuova serie e tra il 2006 e il 2011 è stata protagonista dello spin-off Le avventure di Sarah Jane.
Oltre a Sara Jane Smith anche Harry Sullivan (Ian Marter), Leela (Louise Jameson) e Romana (Mary Tamm e Lalla Ward) affiancarono il Quarto Dottore. Nel 1977 fece inoltre la sua prima apparizione il robot canino K-9 (doppiato da John Leeson), successivamente protagonista di uno spin-off mai andato in porto, K-9 and Company (1981) e della serie K-9 del 2009.
Adric (Matthew Waterhouse), Nyssa (Sarah Sutton) e Tegan Jovanka (Janet Fielding) conobbero il Quarto e il Quinto Dottore, così come Vislor Turlough (Mark Strickson) e l'androide Kamelion (doppiato da Gerald Flood).
Peri Brown (Nicola Bryant) apparve in 33 episodi insieme al Quinto e Sesto Dottore. Melanie Bush (Bonnie Langford) affiancò quest'ultimo e il Settimo Dottore.
Dorothy Gale McShane, detta Ace (Sophie Aldred), apparve in 31 episodi tra la ventiquattresima e la ventiseiesima stagione.
Nel film per la televisione del 1996 l'Ottavo e ultimo Dottore della serie classica venne accompagnato da Daphne Ashbrook nel ruolo di Grace Holloway. Alla fine del film il Dottore si separa da lei per tornare a viaggiare da solo.

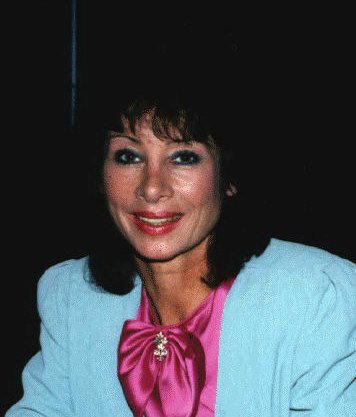
Carole Ann Ford ha interpretato Susan Foreman.
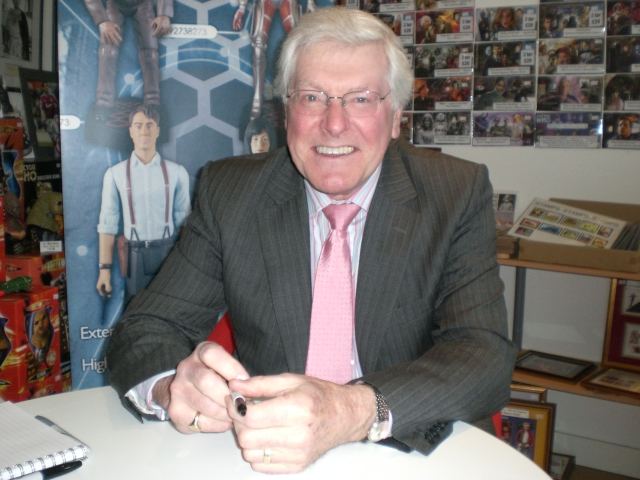
Peter Purves ha interpretato Steven Taylor.
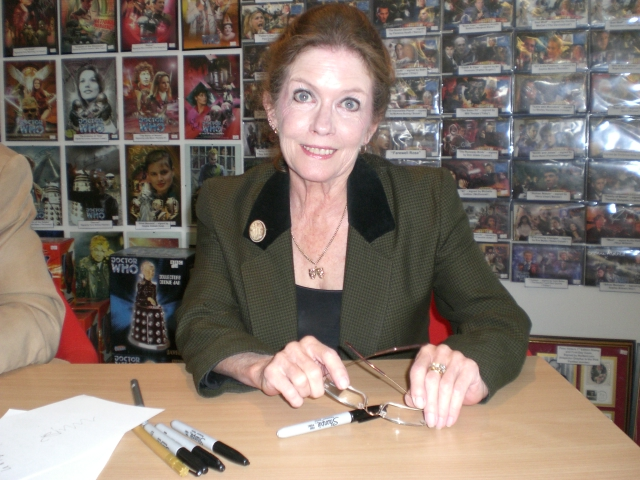
Deborah Watling ha interpretato Victoria Waterfield
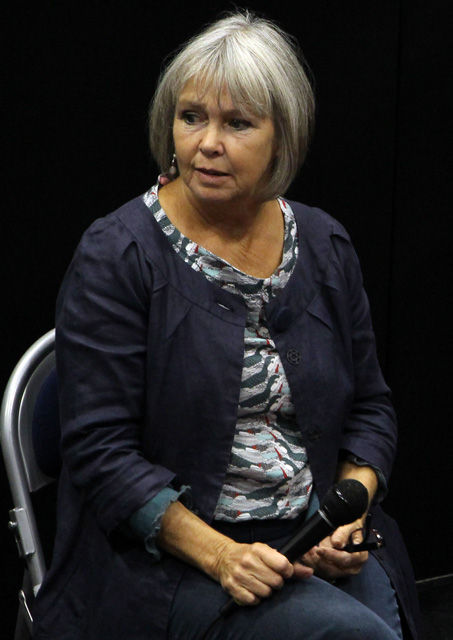
Wendy Padbury ha interpretato Zoe Heriot
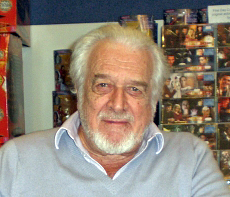
Nicholas Courtney ha interpretato il brigadiere Lethbridge-Stewart.
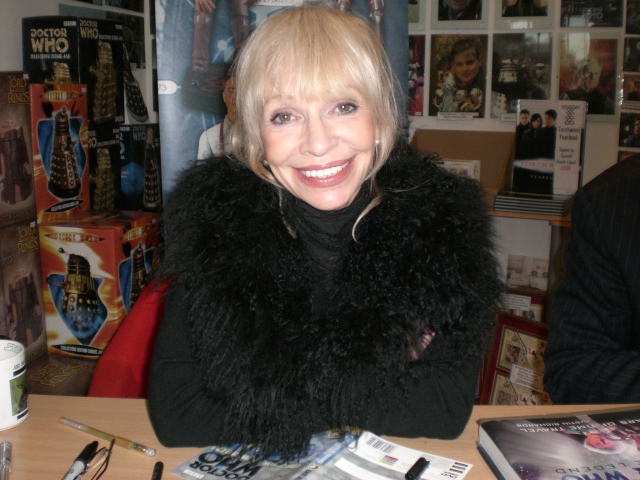
Katy Manning ha interpretato Josephine "Jo" Grant
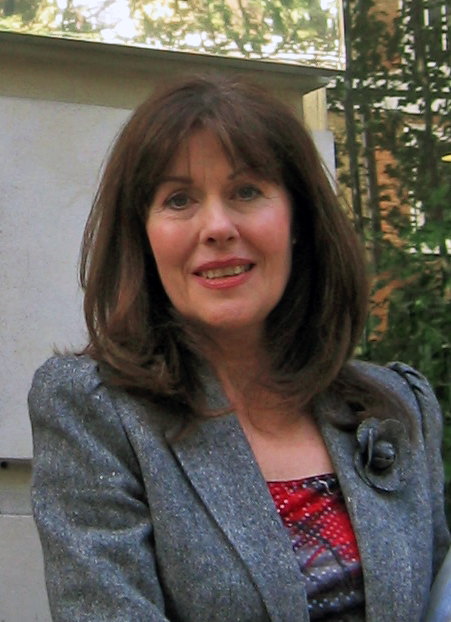
Elisabeth Sladen ha interpretato Sarah Jane Smith.
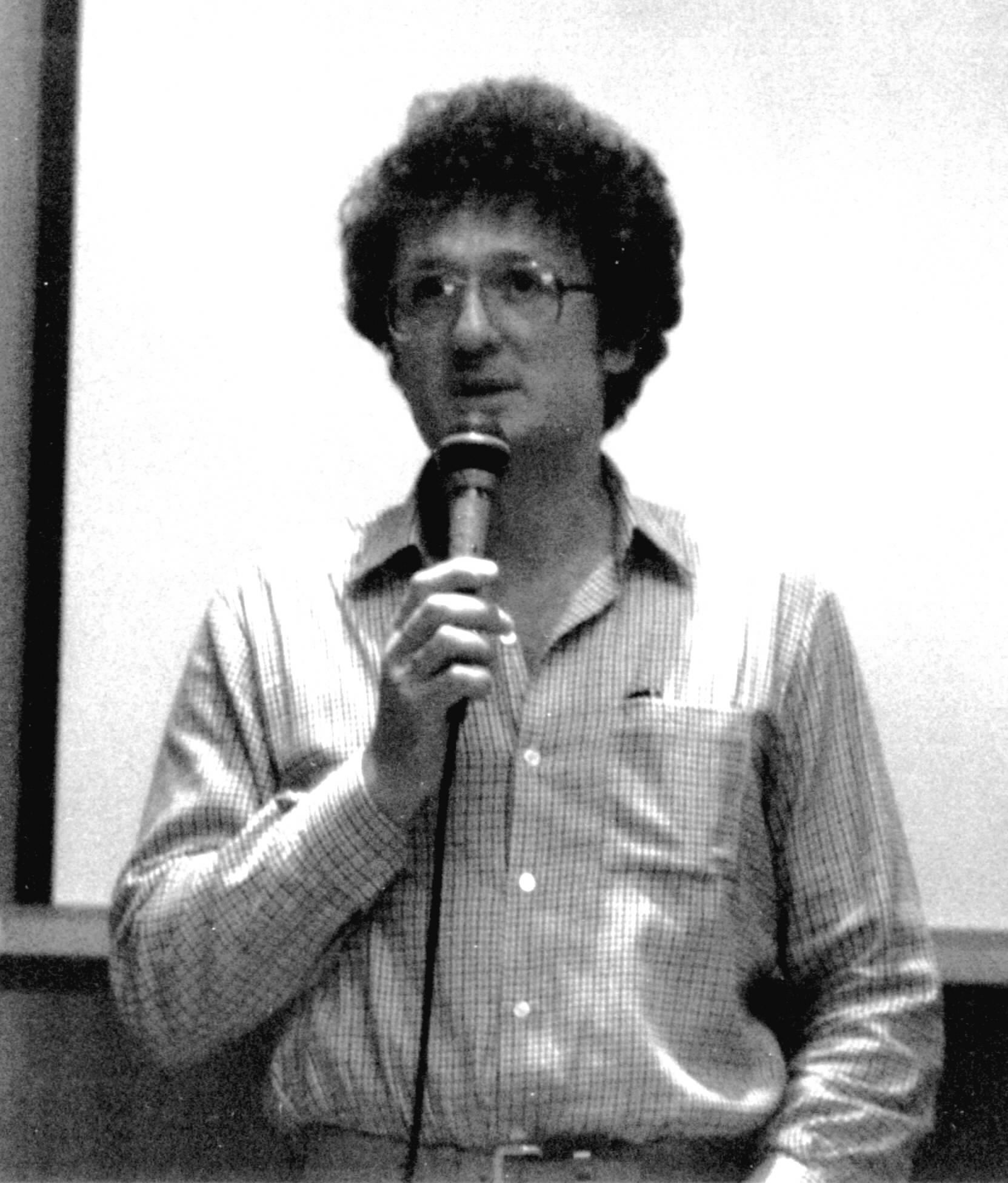
Ian Marter ha interpretato Harry Sullivan.
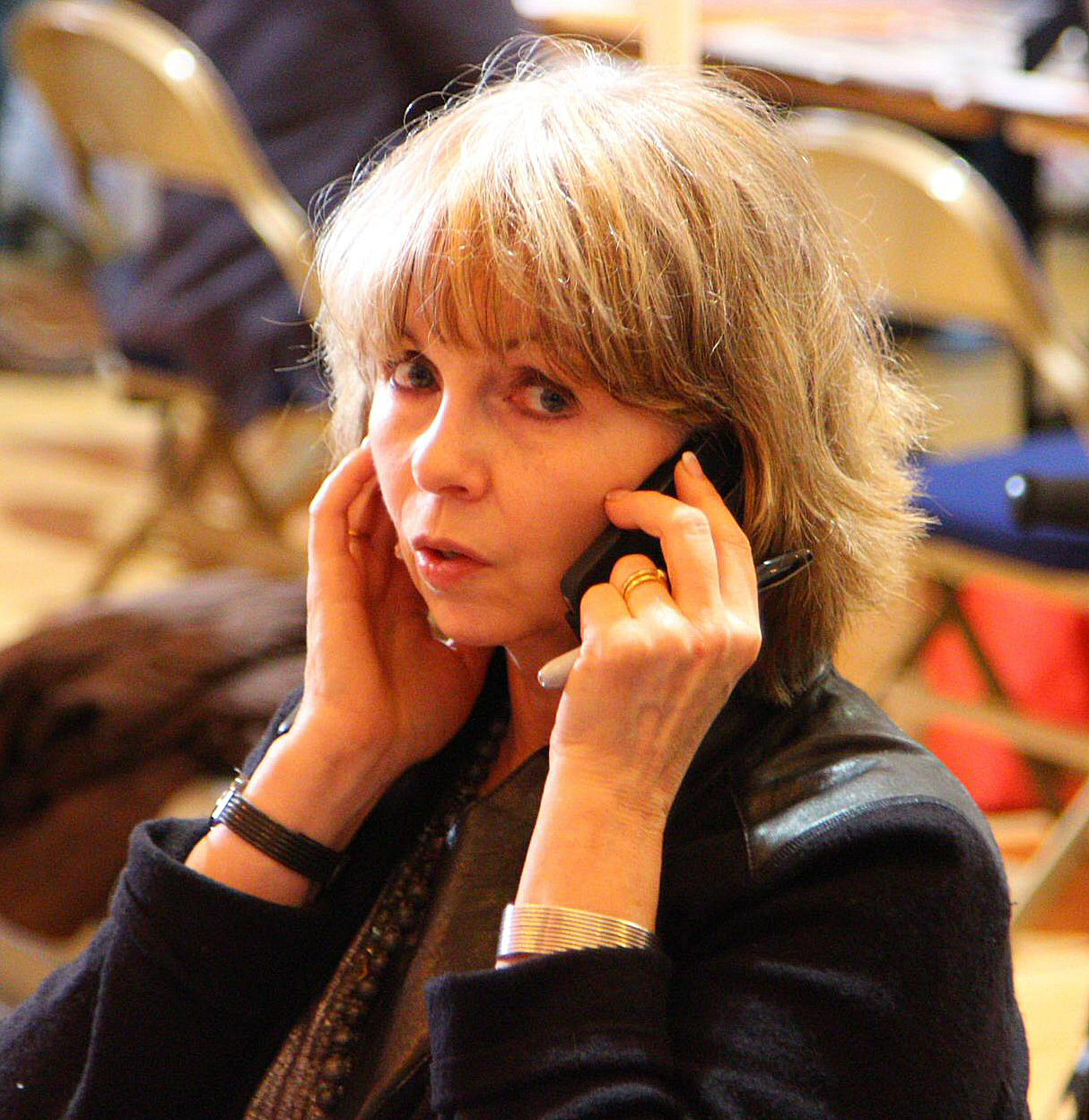
Lalla Ward ha interpretato Romana
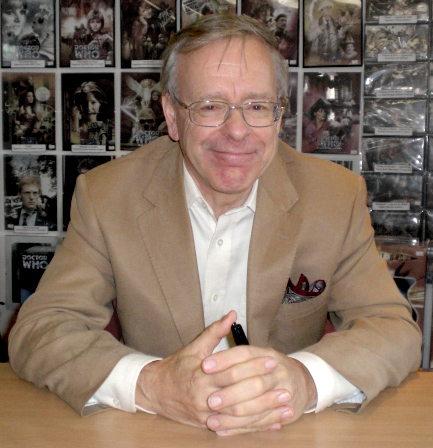
John Leeson ha interpretato K-9 (voce)
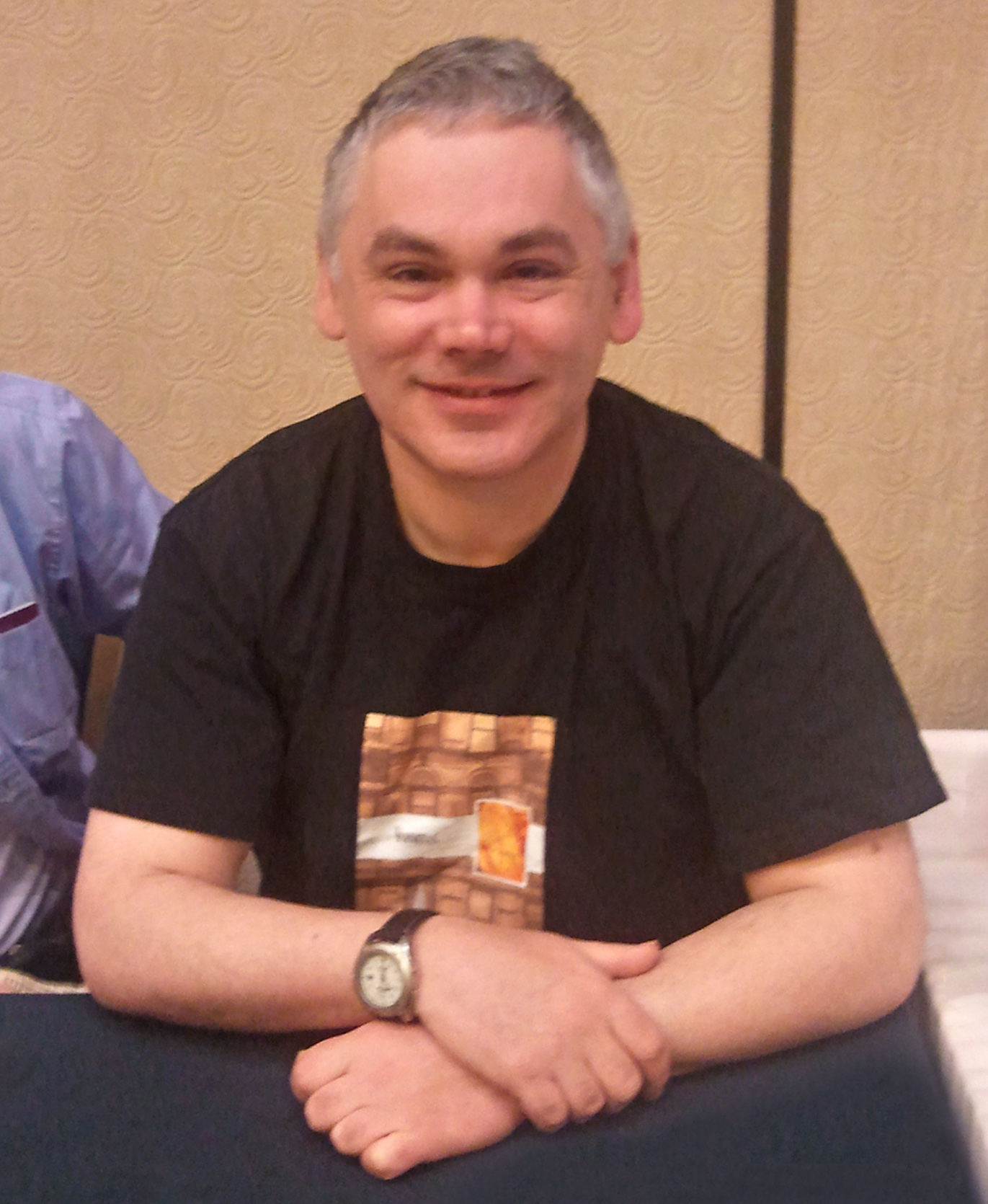
Matthew Waterhouse ha interpretato Adric
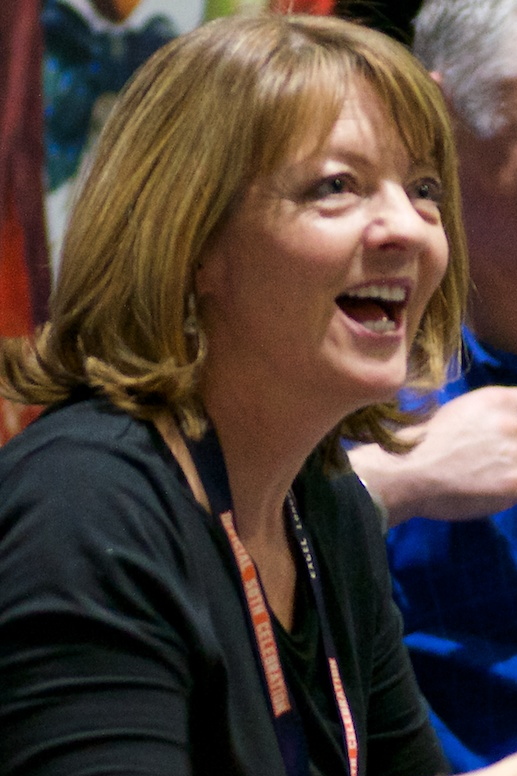
Sarah Sutton ha interpretato Nyssa
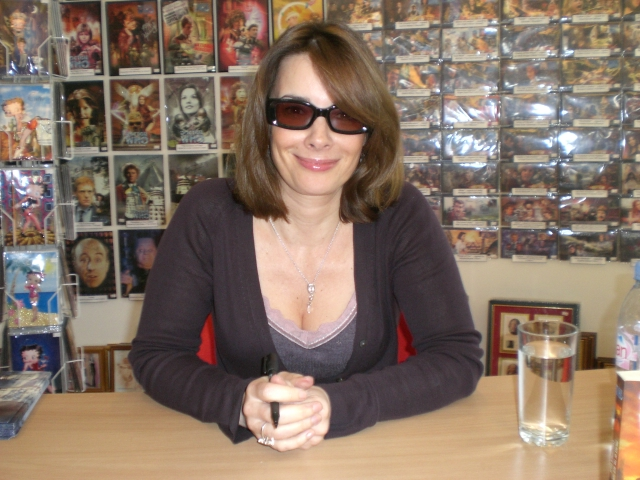
Nicola Bryant ha interpretato Peri Brown
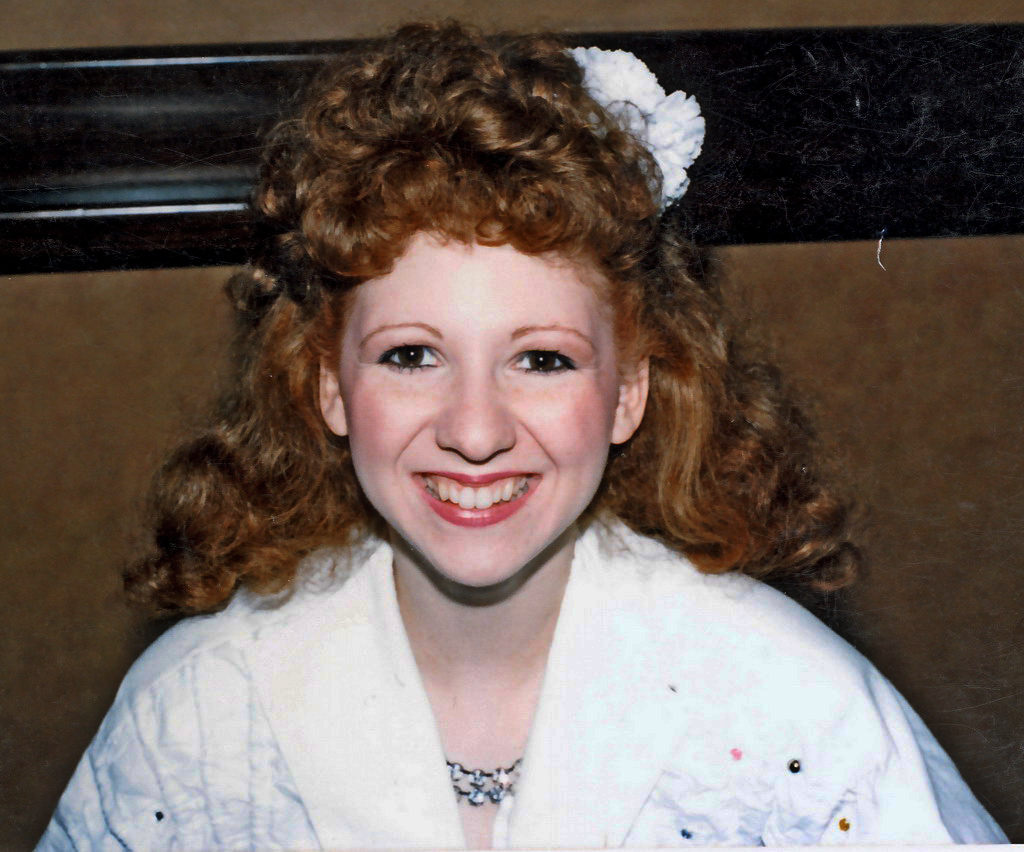
Bonnie Langford ha interpretato Melanie Bush.
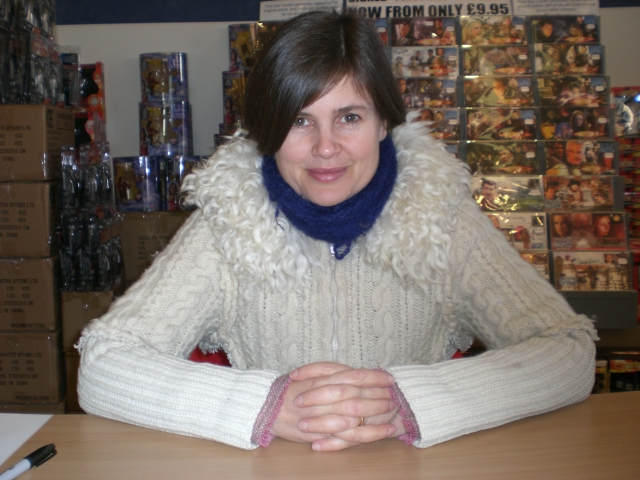
Sophie Aldred ha interpretato Ace.

### Nuova serie
Nell'elenco qui sotto sono riportati i compagni del Dottore "principali", ma ve ne sono altri creati per le puntate speciali della nuova serie come Astrid Peth (interpretata dalla cantante Kylie Minogue) in Il viaggio dei dannati e Lady Christina de Suoza (Michelle Ryan) in Il pianeta dei morti. Alcuni compagni della serie classica, come Sarah Jane, Tegan, Ace, Ian, Jo e Mel sono anche tornati in alcuni episodi.

#### Rose Tyler
Rose Tyler (Billie Piper) è la prima compagna di viaggio del Dottore nella nuova serie. Viene introdotta nell'episodio pilota Rose per poi apparire in tutti gli episodi della prima e della seconda stagione. L'attrice lascia definitivamente la serie nel 2008, dopo avere partecipato ad alcuni episodi della quarta stagione in qualità di guest star. Rose viene scelta all'età di 19 anni.

#### Capitano Jack Harkness
Il nome di capitano Jack Harkness (John Barrowman) è quello adottato da un viaggiatore del tempo proveniente dal cinquantunesimo secolo, di specie umana ma proveniente dal pianeta Boeshane Peninsula (una futura colonia del pianeta Terra). Viene introdotto nell'episodio della nuova serie di Doctor Who Il bambino vuoto, in cui incontra per la prima volta il Dottore (alla sua nona reincarnazione) e la sua compagna Rose Tyler. In "Padroni dell'universo (parte seconda)" viene ucciso dai Dalek, ma Rose lo riporta in vita con l'energia del TARDIS, cosa che lo rende immortale.
Dopo questi eventi Jack Harkness torna indietro nel tempo con il manipolatore Vortex nel 1869. Dopo molto tempo si stabilisce a Cardiff, dove diventa il capo della sezione locale dell'Istituto Torchwood. Grazie alla presenza di una crepa dimensionale nella città Jack spera di ricongiungersi con il Dottore, consapevole che prima o poi il Signore del Tempo sarebbe giunto lì per ricaricarvi il TARDIS. Infatti nella terza stagione della nuova serie di Doctor Who i due si reincontrano e Jack aiuta il Decimo Dottore e Martha Jones a combattere contro il Maestro; finita l'avventura il Dottore gli offre la possibilità di viaggiare di nuovo con lui, ma Jack preferisce restare con il Torchwood. Jack riappare anche nel finale della quarta stagione, insieme ad altri precedenti compagni di viaggio del Signore del Tempo, e in questa occasione collabora con il Dottore affrontando nuovamente i Dalek. Aiuterà di nuovo il Dottore, nella sua tredicesima incarnazione, a combattere quest'ultimi nella dodicesima stagione, dopo averlo in precedenza avvisato del "Cyberman solitario" mediante i suoi compagni.
Essendo immortale ogni volta che viene ucciso torna a vivere dopo qualche secondo guarendo dalle ferite. Tuttavia, nonostante l'immortalità, invecchia, sia pure molto lentamente; infatti il suo aspetto rimane immutato grazie a costanti operazioni chirurgiche. Viene lasciata aperta l'ipotesi che la misteriosa antichissima creatura nota come Faccia di Boe, amica del Dottore in un lontanissimo futuro, non sia altri che il capitano stesso, enormemente invecchiato. Il TARDIS del Dottore considera la natura immortale di Jack come un'anomalia; il Dottore si riferisce all'amico come a un punto fisso nel tempo. In diverse occasioni ha dimostrato di potere guarire le persone da ferite non troppo gravi con un bacio, infondendo loro energia.
Il personaggio appare in diversi episodi tra la prima e dodicesima stagione della nuova serie; gli eventi principali della sua vita sono tuttavia narrati nello spin-off a lui dedicato, Torchwood. Doppiato da Vittorio Guerrieri (stagione 1), Niseem Onorato (dalla stagione 3).

#### Mickey Smith
Mickey Smith (Noel Clarke) è il fidanzato di Rose; i due si lasciano a causa del legame creatosi tra lei e il Dottore. Mickey prende parte in maniera saltuaria alle avventure del Dottore, ma a partire dalla seconda stagione diventa ufficialmente un suo compagno di viaggio, anche se la cosa dura poco perché, quando lui, il Dottore, e Rose raggiungono un universo parallelo, dove l'amata nonna di Mickey è ancora viva, lui sceglie di rimanervi. Ritorna nel finale della seconda stagione dove aiuta il Dottore a combattere contro i Cyberman e i Dalek, per poi fare ritorno nell'universo parallelo. Nella quarta stagione il ragazzo aiuta il Dottore nella battaglia contro i Dalek, insieme a Sara-Jane Smith, Rose, Martha Jones e Jack Harkness. Finita la battaglia sceglie di non fare ritorno nell'altra realtà (dato che sua nonna è morta), ma di restare nella sua dimensione originale; lui e Martha Jones si sposano e diventano due cacciatori di alieni. Mickey fa un'ultima e breve apparizione nello speciale natalizio La fine del tempo (seconda parte), dove il Dottore aiuta sia lui che Martha mentre i due erano alle prese con un Sontaran. Doppiato da Niseem Onorato (stagioni 1-2), Mirko Mazzanti (stagione 4).

#### Martha Jones
Martha Jones (Freema Agyeman) una dottoressa londinese, compagna di viaggio del Decimo Dottore dopo la dipartita di Rose Tyler. Viene introdotta nell'episodio Alieni sulla Luna, apparendo in tutti gli episodi della terza stagione e in alcuni della quarta in qualità di guest star. Alla fine dell'episodio La fine del tempo si scopre che si è sposata con l'ex-ragazzo di Rose, Mickey Smith.
Il personaggio appare inoltre in tre episodi dello spin-off Torchwood ed è protagonista della serie animata The Infinite Quest del 2007.

#### Donna Noble
Donna Noble (Catherine Tate) incontra per la prima volta il Decimo Dottore nel finale della seconda stagione, per poi affrontare una pericolosa avventura insieme a lui durante lo speciale natalizio del 2006; ritrovatolo ad anni di distanza, decide di partire in viaggio con lui in modo permanente. Il personaggio appare dunque in tutti gli episodi della quarta stagione, fino al momento in cui il Dottore non si rigenera per la decima volta. Nella puntata "La fine del viaggio", Donna resta coinvolta in un'anomalia della rigenerazione del Dottore, acquisendo le facoltà intellettive di un Signore del Tempo. Purtroppo questo la pone in pericolo di vita, poiché la mente umana non è in grado di sostenere a lungo le capacità cerebrali di un Signore del Tempo. Il Dottore decide quindi di toglierle ogni ricordo di lui inibendo le facoltà intellettive in eccesso e quindi di separarsi definitivamente dall'amica, nel timore che se i ricordi legati a lui riaffiorassero, pure il potenziale mentale riemergerebbe, uccidendola. 

#### Amy Pond
Amelia Pond, detta Amy (Karen Gillan), è la prima compagna di viaggio dell'Undicesimo Dottore. Viene introdotta nell'episodio L'undicesima ora per poi apparire in tutti gli episodi della quinta e della sesta stagione. L'attrice ha abbandonato la serie nell'episodio della settima serie Gli angeli prendono Manhattan
La piccola Amelia Pond è interpretata invece dalla giovane attrice Caitlin Blackwood, cugina di Karen Gillan.

#### Rory Williams
Rory Williams (Arthur Darvill) è un infermiere e promesso sposo (in seguito marito) di Amy Pond, introdotto insieme a quest'ultima ne L'undicesima ora. Rory si unisce all'Undicesimo Dottore durante la quinta stagione, ma l'attore inizia a essere accreditato nei titoli d'apertura solo a partire dallo speciale natalizio del 2010.
Come Karen Gillan, Arthur Darvill ha lasciato la serie nell'episodio della settima serie Gli angeli prendono Manhattan.

#### River Song
River Song (Alex Kingston) è un enigmatico personaggio introdotto nell'episodio Le ombre assassine della quarta stagione. Avendo la caratteristica di incontrare il Dottore «in un ordine temporale sbagliato» e non potendo svelare il futuro degli altri personaggi, che ella già conosce, il suo passato e la sua vera identità vengono rivelati solo nella sesta stagione della serie.
A differenza di altri compagni, e similarmente a Jack Harkness, River Song agisce e viaggia nel tempo e nello spazio in modo autonomo grazie a un manipolatore del vortice.

#### Clara Oswald
Clara Oswald (Jenna Coleman) fa la sua apparizione nella serie come compagna di viaggio dell'Undicesimo Dottore (Matt Smith). Clara è entrata nella linea temporale del Dottore frammentando la sua persona in tanti punti del tempo del Signore del Tempo, e questo ha dato vita a molte versioni di lei, le eco Clara. La prima eco clara che è apparsa si chiamava Oswin Oswald e l'ha incontrata nell'episodio Il manicomio dei Dalek, un'altra eco Clara, Clara Oswin Oswald invece è apparsa nell'episodio I pupazzi di neve. Il Dottore incontra la vera Clara nell'episodio Le campane di St. John, in cui diventa ufficialmente la sua compagna di viaggio.
Durante i fatti dell'ottava stagione con il Dodicesimo Dottore si viene a sapere che l'incontro fra il Dottore e Clara era stato orchestrato da Missy (la rigenerazione femminile del Maestro). I due si separeranno definitivamente nel finale della nona stagione, a seguito degli eventi degli episodi Affrontare il corvo e Piegato dall'Inferno, a seguito dei quali Clara comincerà a vagare nello spazio-tempo con l'immortale Ashildr in un altro TARDIS.

#### Nardole
Nardole (Matt Lucas) fa la sua prima apparizione nello special I Mariti di River Song. Appartenente alla colonia umana di Mendorax Dellora, è l'assistente di River Song, divenendone in seguito uno dei tanti mariti. Dopo avere passato ventiquattro anni con lei il Dottore lo aggiusta, poiché si è rotto nella lotta contro l'imperatore Hydroflax, un altro marito di River. Da quel momento in poi diventerà un companion a tutti gli effetti. Lascerà il Dottore per difendere una colonia mondasiana dall'arrivo dei Cybermen su ordine dello stesso.

#### Bill Potts
Bill Potts (Pearl Mackie) è la seconda compagna del Dodicesimo Dottore. È la prima 'companion' a essere apertamente LGBT nello show. Fa la sua prima comparsa nel primo episodio della decima stagione The Pilot. Prima dell'arrivo del Dottore serviva patatine nella mensa dell'Università di Bristol. Lascia il Dottore per intraprendere una relazione con il pilota Heather iniziando a vagare per lo spazio con la promessa di tornare un giorno.

#### Graham O'Brien
Graham O'Brien (Bradley Walsh) è il primo companion del Tredicesimo Dottore. Viveva a Sheffield con la moglie Grace e il nipote di lei, Ryan. Dopo la morte della moglie, Graham decise di viaggiare con il Dottore e affrontare il dolore. Doppiato da Angelo Maggi.

#### Yasmin Khan
Yasmin Khan (Mandip Gill) è la seconda companion del Tredicesimo Dottore e anche quella ad aver viaggiato di più con lei, essendo difatti l'unica ad aver accompagnato il Dottore per tutta una sua incarnazione. Nel corso del tempo sviluppa dei sentimenti per il Signore del Tempo, che Dan incoraggia a confessarle. Lascia il Dottore quando è in procinto di rigenerarsi, in quanto non sopporterebbe l'idea di viaggiare con un'altra sua versione. Era una compagna di scuola di Ryan e una poliziotta al secondo anno di prova. Doppiata da Chiara Oliviero.

#### Ryan Sinclair
Ryan Sinclair (Tosin Cole) è il terzo companion del Tredicesimo Dottore e nipote acquisito di Graham. Lavorava come magazziniere per pagarsi gli studi per diventare meccanico. Doppiato da Emanuele Ruzza.

#### Dan Lewis
Dan Lewis (John Bishop) è il quarto companion del Tredicesimo Dottore che prende il posto di Graham e Ryan. Originario di Liverpool, gli piace aiutare le famiglie povere presso il suo banco alimentare locale e fingere di essere una guida turistica al Museo di Liverpool. Incontra il Dottore e Yaz dopo essere stato salvato da un alieno simile ad un cane chiamato Karvanista, che rivela poi di essere il suo protettore assegnato per l'imminente apocalisse del Flusso, e si ritrova coinvolto nelle loro avventure. Decide di interrompere i suoi viaggi con loro dopo un'esperienza in cui ha rischiato la vita.

#### Ruby Sunday
Ruby Sunday (Millie Gibson) è la companion del Quindicesimo Dottore. È una ragazza che quando era ancora una neonata è stata abbandonata davanti una chiesa ed è stata in seguito adottata. Incontra il Dottore e si unisce a lui, sperando di risolvere il mistero della sua nascita.

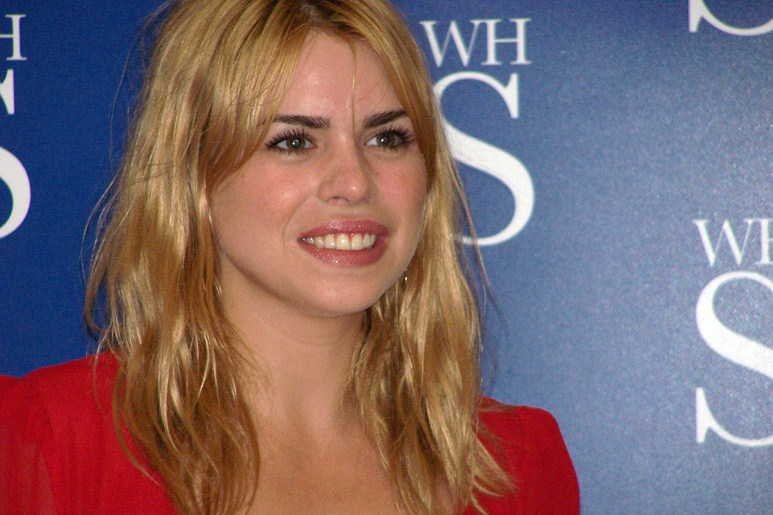
Billie Piper ha interpretato Rose Tyler
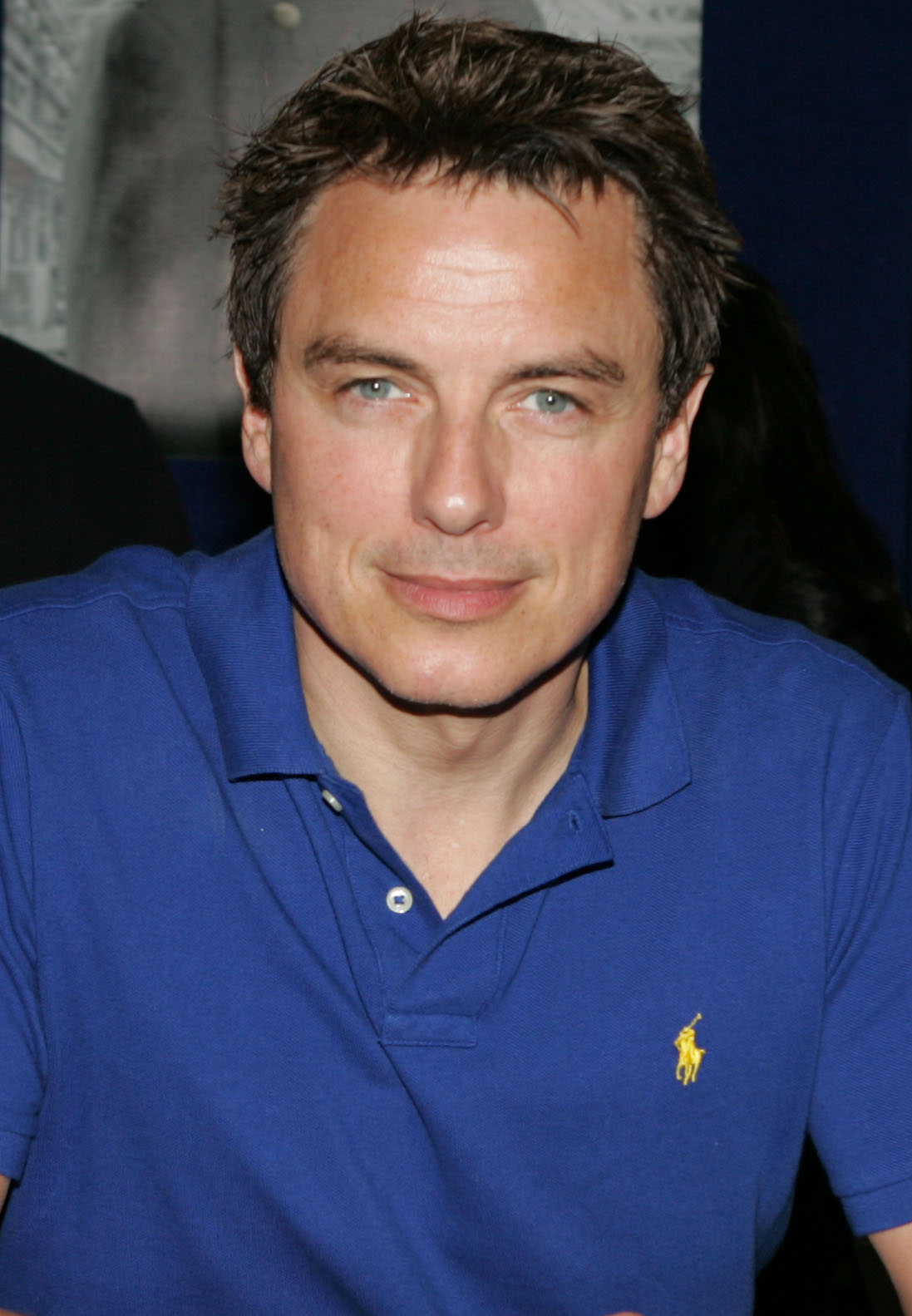
John Barrowman interpreta il capitano Jack Harkness
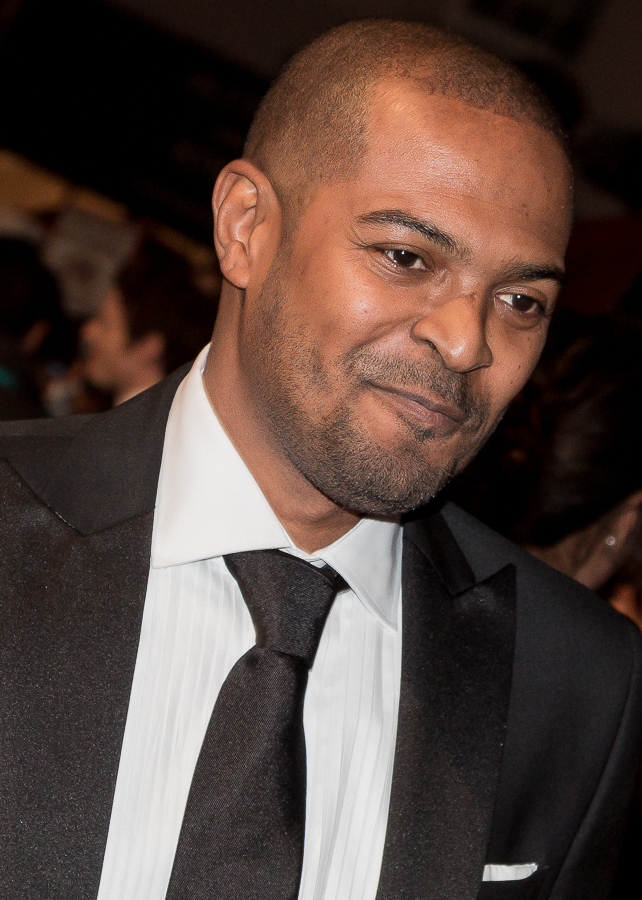
Noel Clarke interpreta Mickey Smith
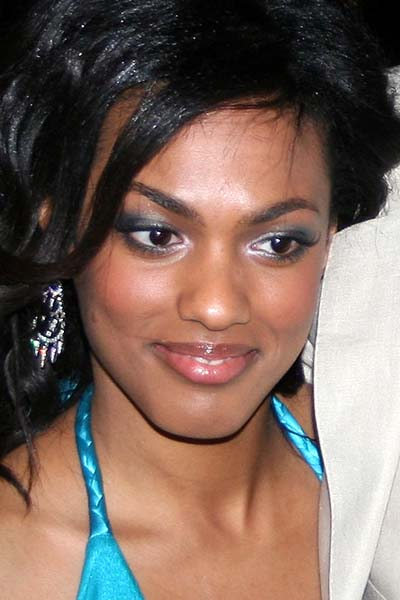
Freema Agyeman ha interpretato Martha Jones
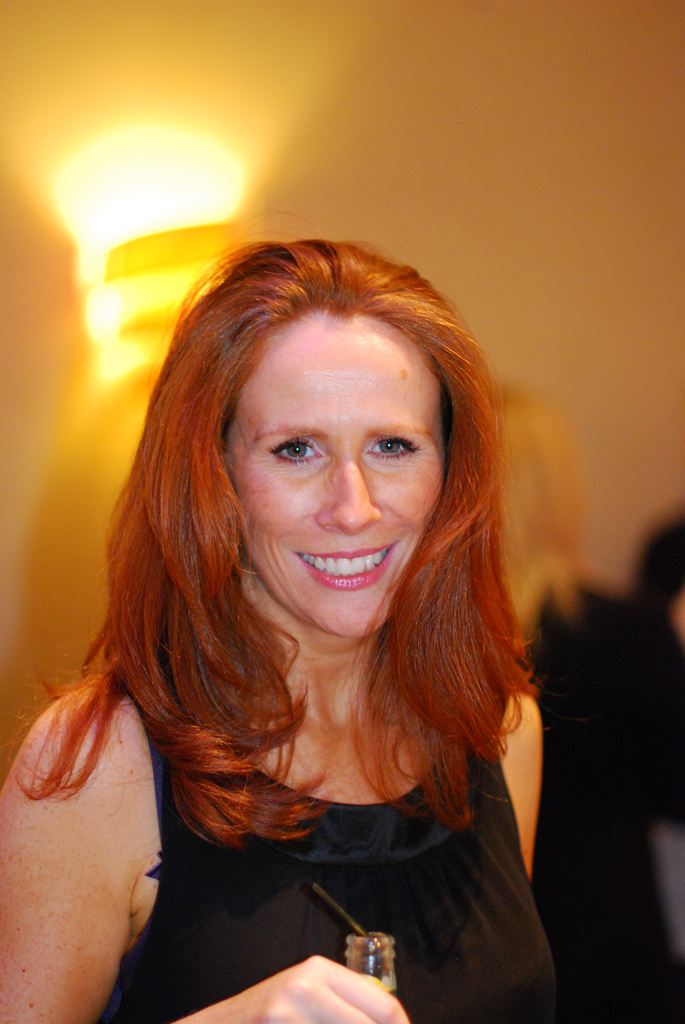
Catherine Tate ha interpretato Donna Noble
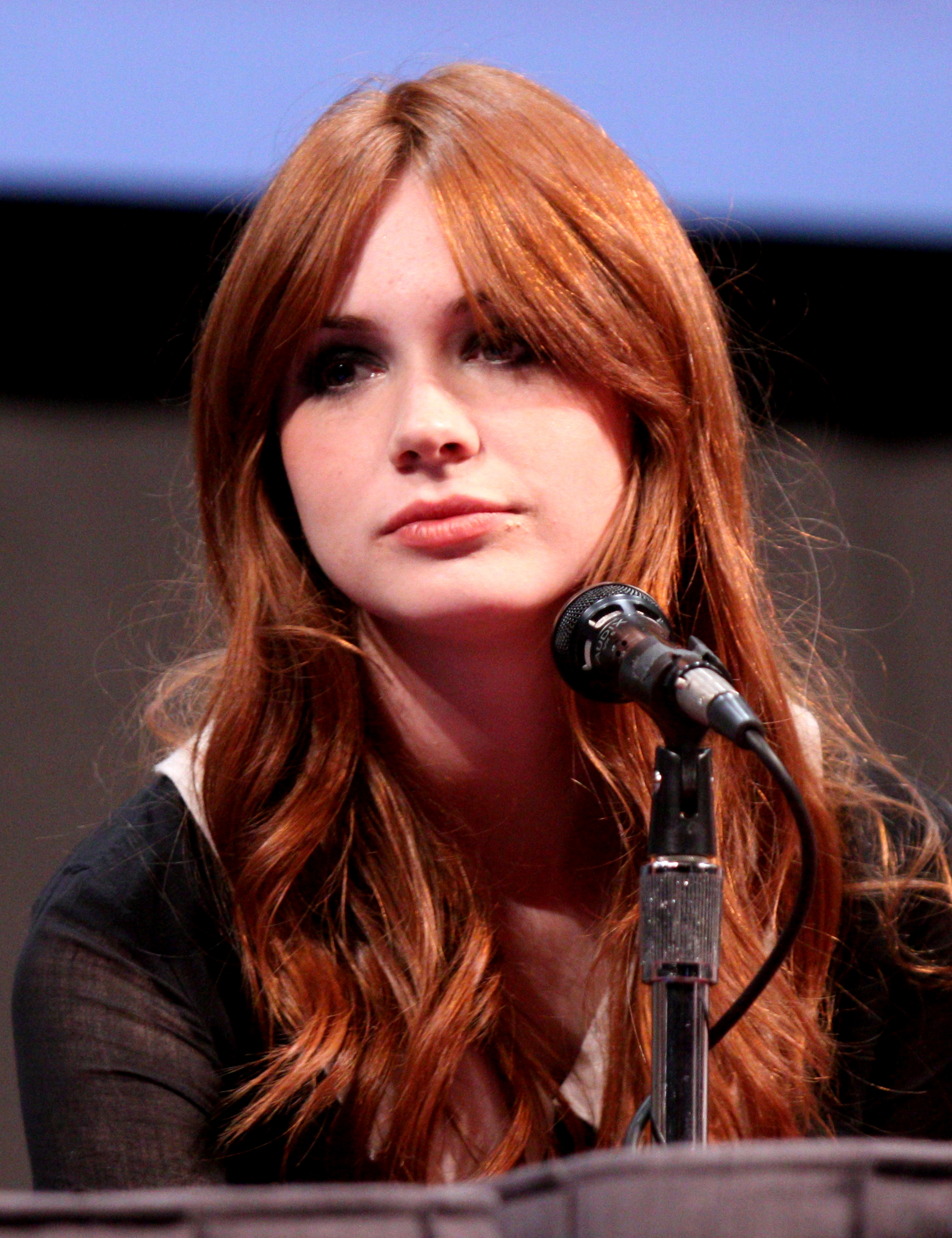
Karen Gillan interpreta Amy Pond
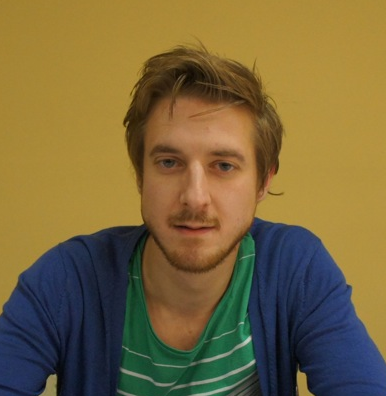
Arthur Darvill interpreta Rory Williams
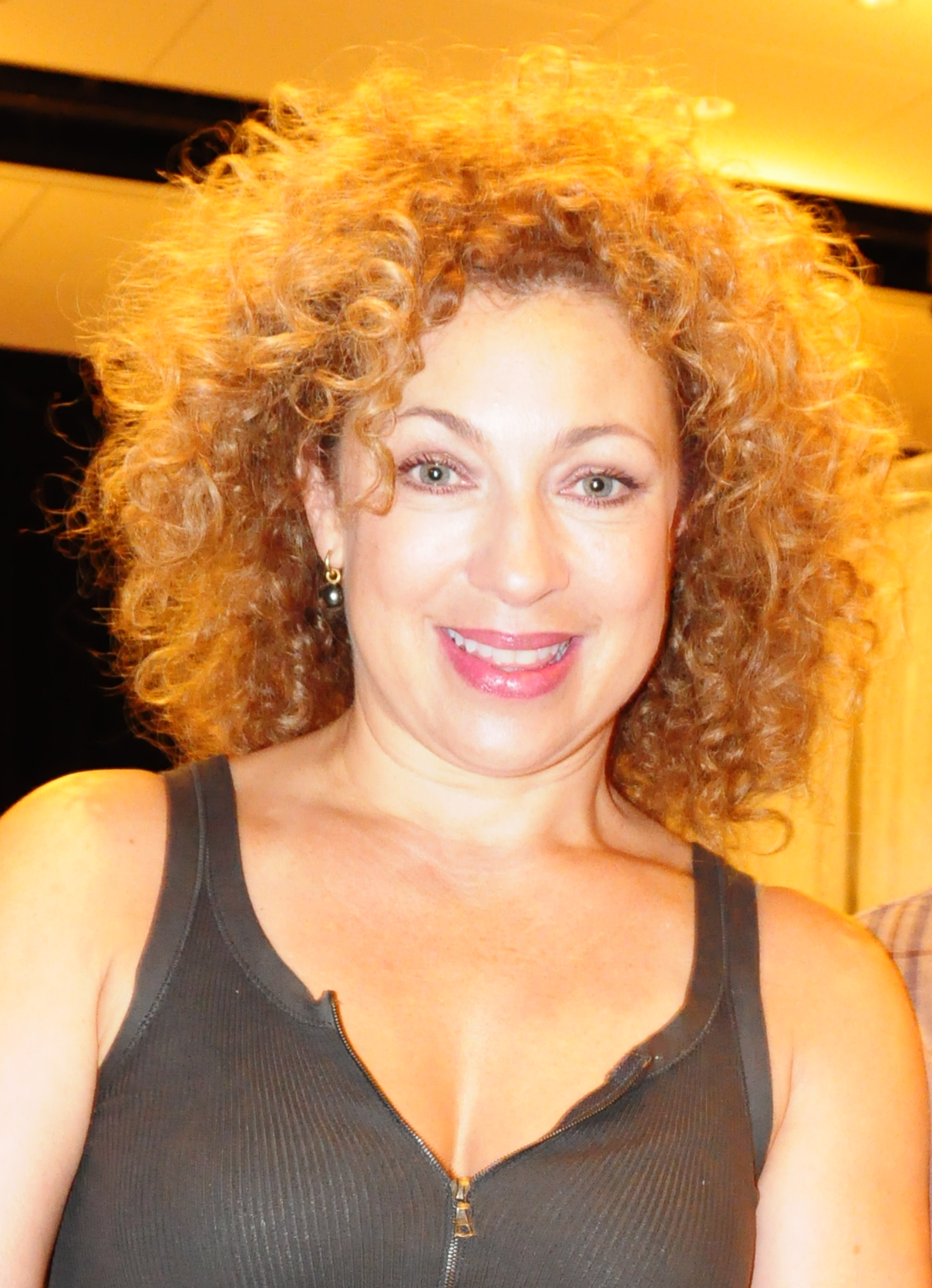
Alex Kingston interpreta River Song
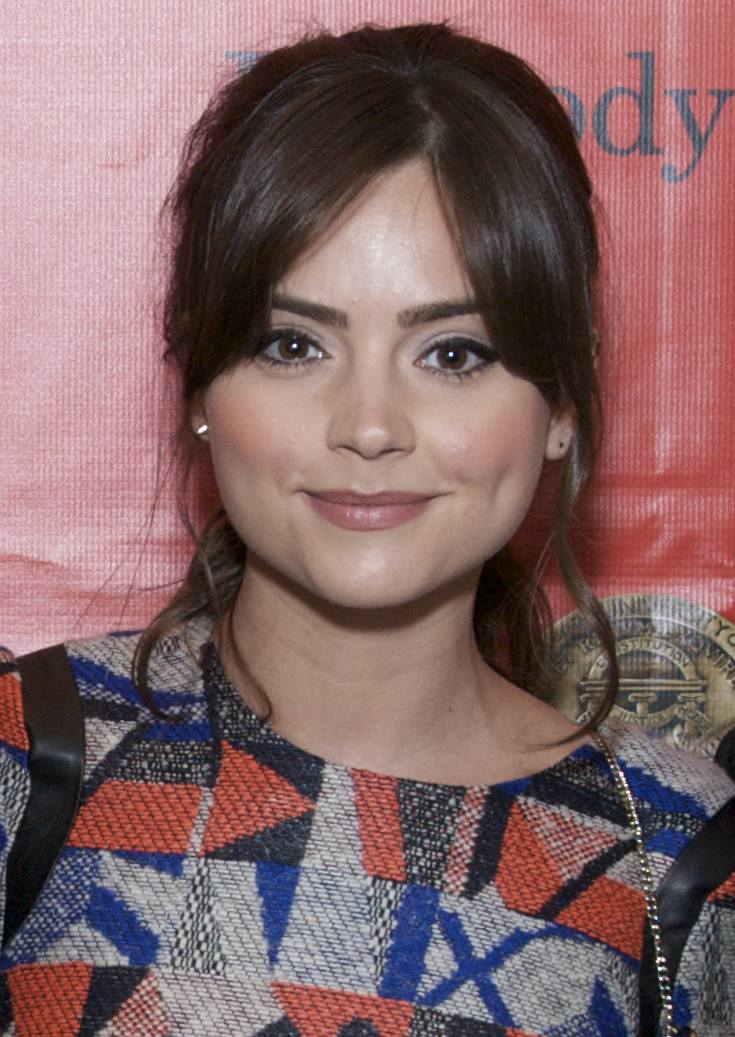
Jenna Coleman interpreta Clara Oswald
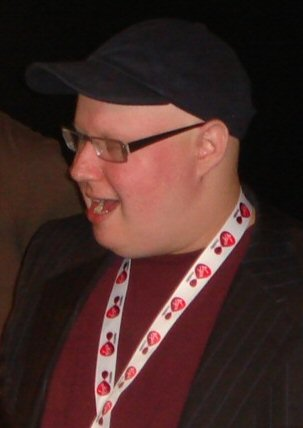
Matt Lucas interpreta Nardole
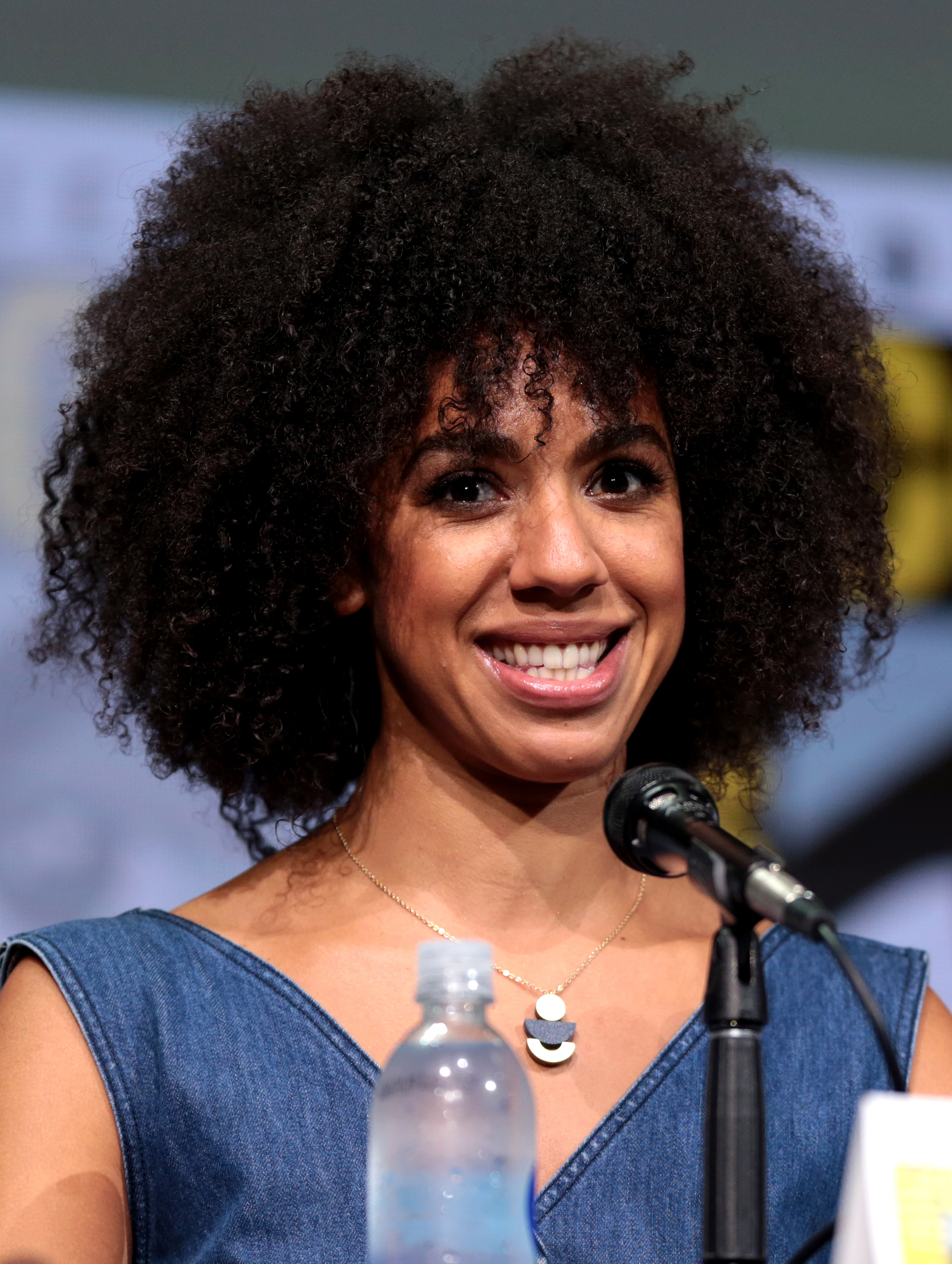
Pearl Mackie interpreta Bill Potts
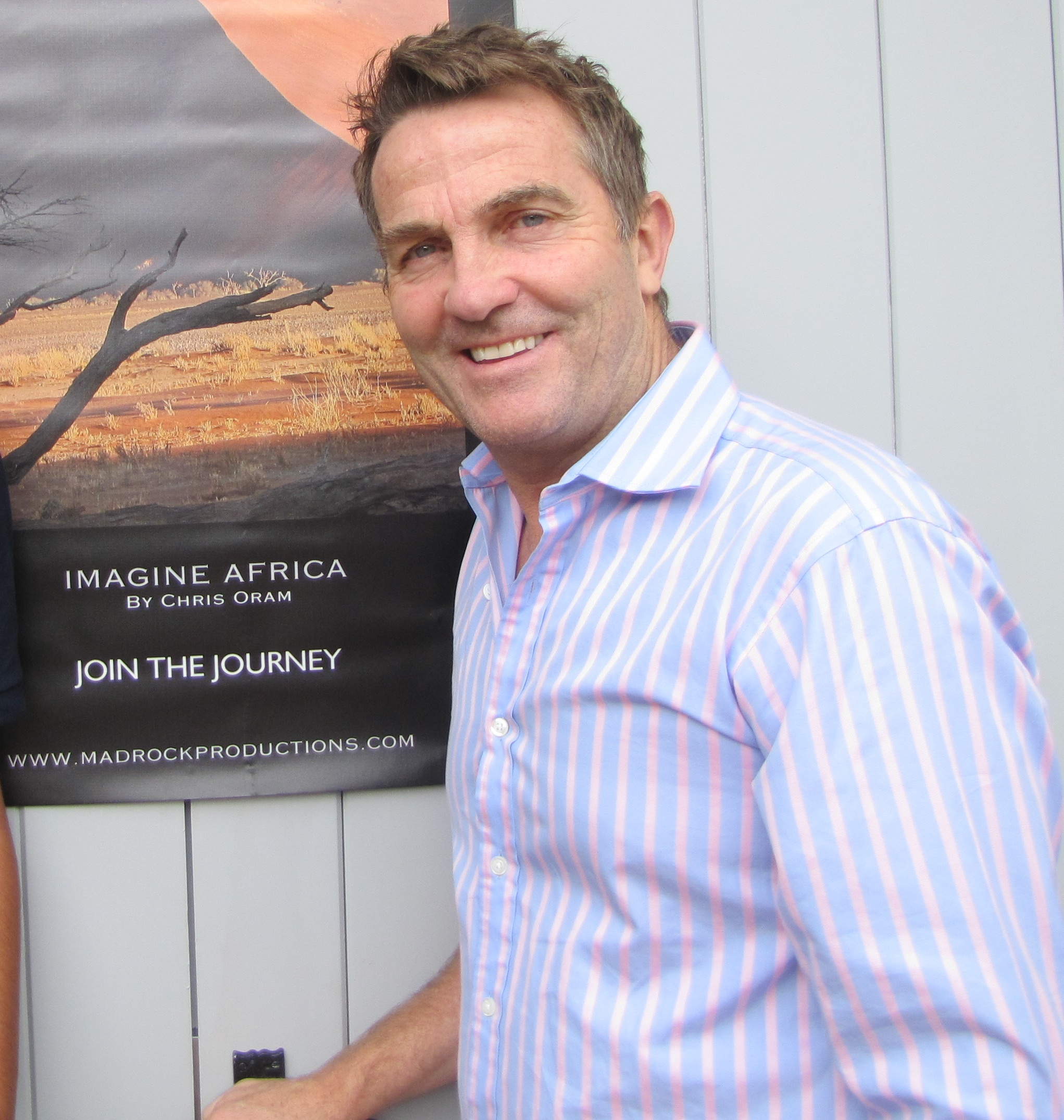
Bradley Walsh interpreta Graham O'Brien
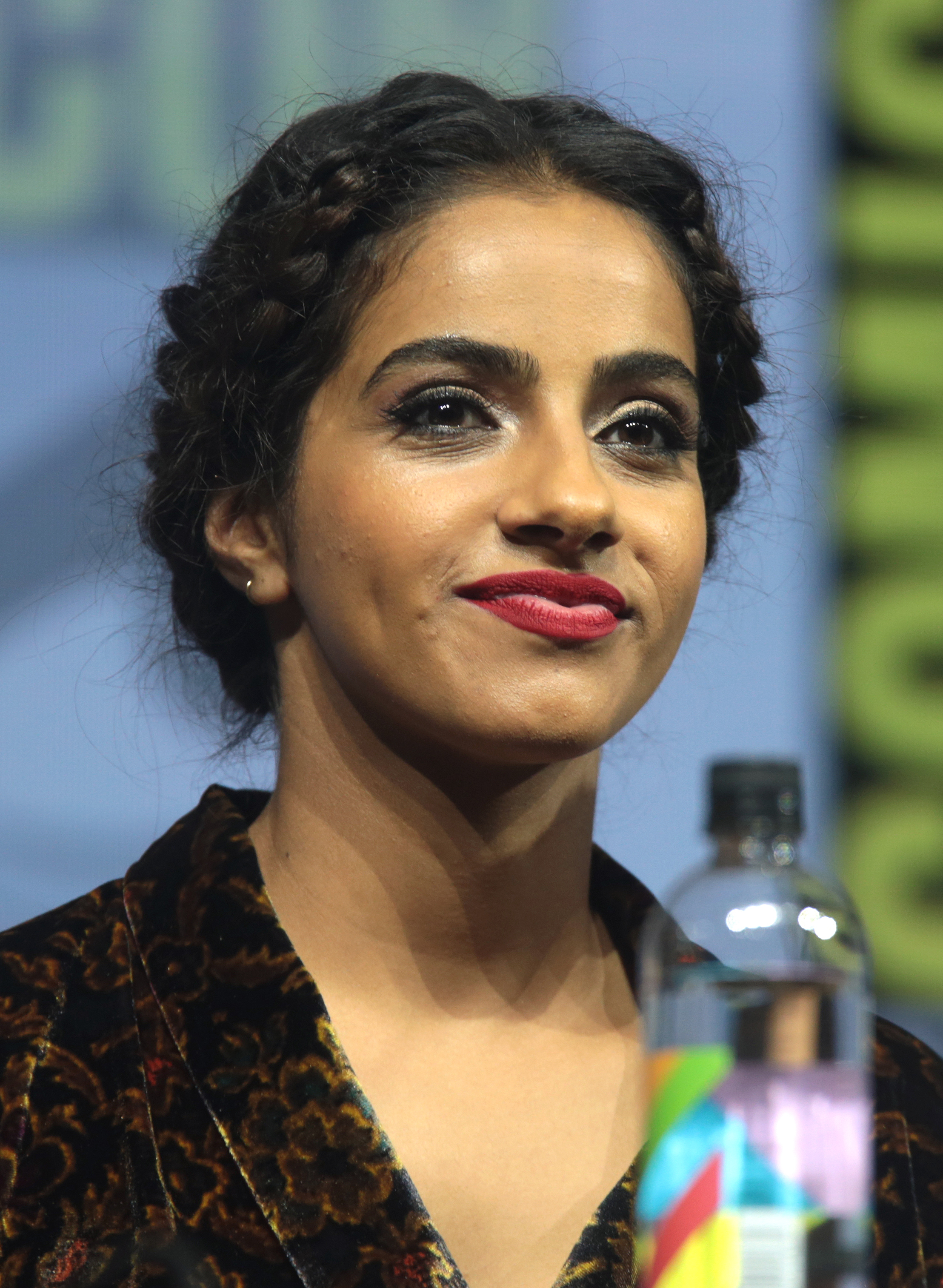
Mandip Gill interpreta Yasmin Khan
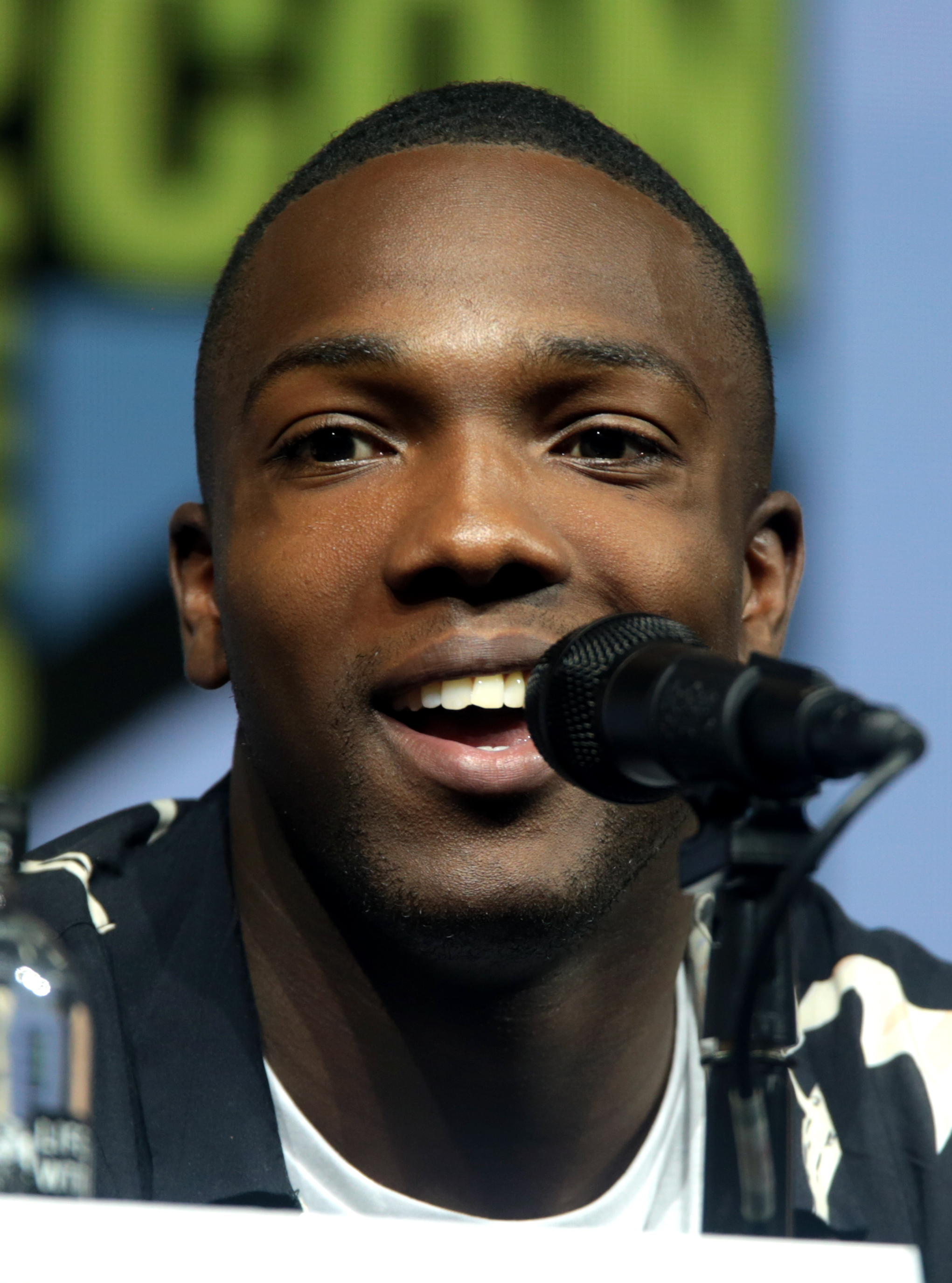
Tosin Cole interpreta Ryan Sinclair
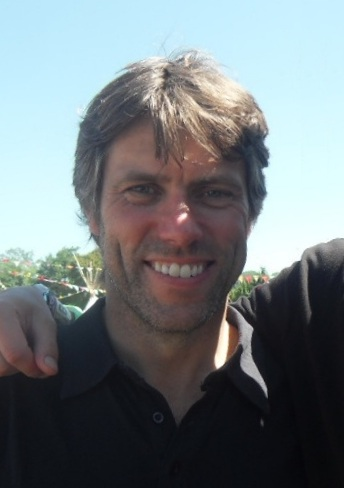
John Bishop interpreta Dan Lewis
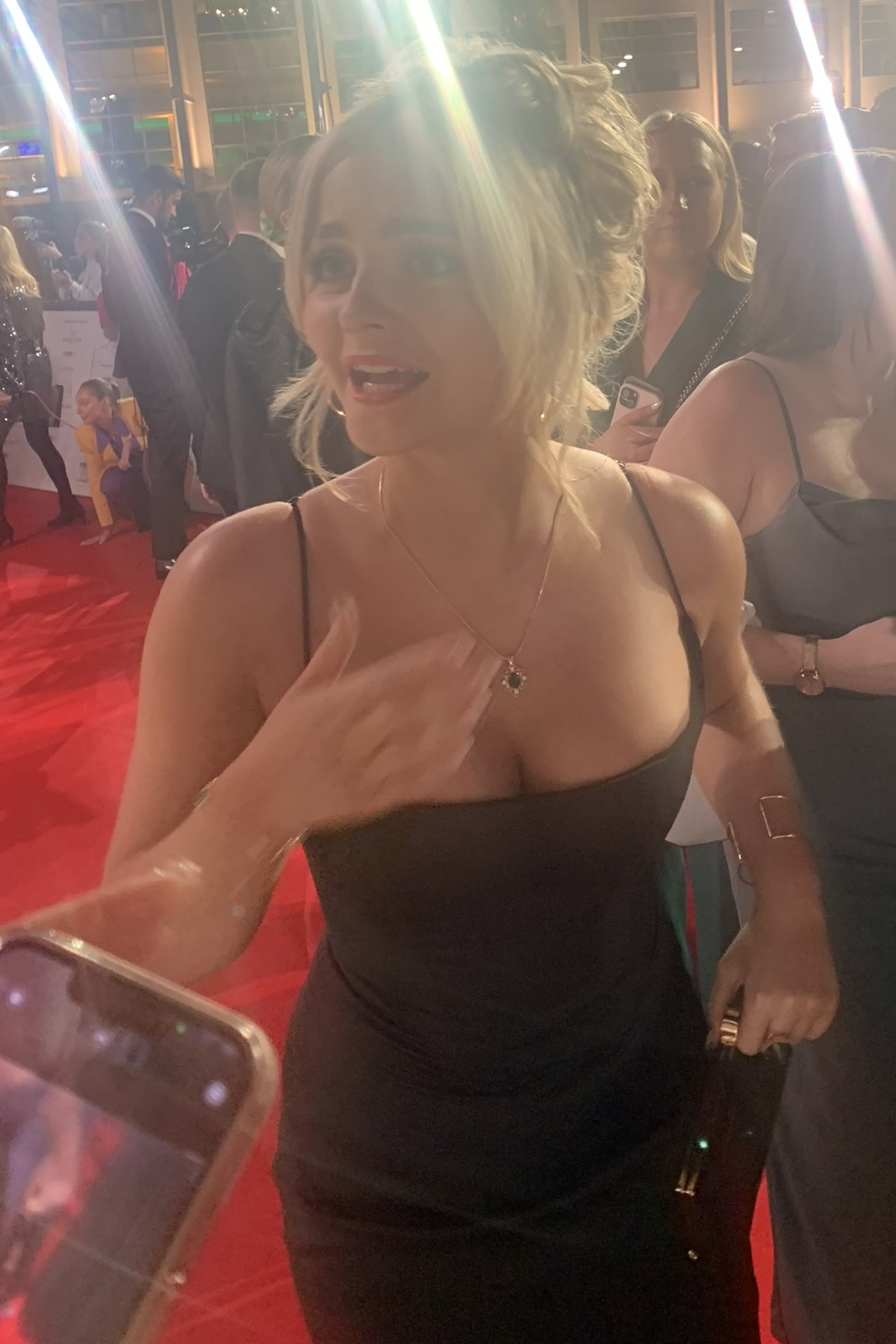
Millie Gibson interpreta Ruby Sunday

## Antagonisti
Nel corso degli anni il Dottore si è scontrato con molti nemici alieni, ma anche umani o robot. La lista seguente riporta solo quelli più ricorrenti, sia nella serie classica che nella nuova.

### Dalek
I Dalek sono una razza aliena introdotta a partire dal secondo serial della prima stagione della serie classica. Creati dallo scienziato Davros, sono tra i nemici storici del Dottore.

### Davros
Davros è uno scienziato originario della razza dei Kaled, del pianeta Skaro, ed è il creatore dei Dalek. Ricorda lo stereotipo dello "scienziato pazzo".

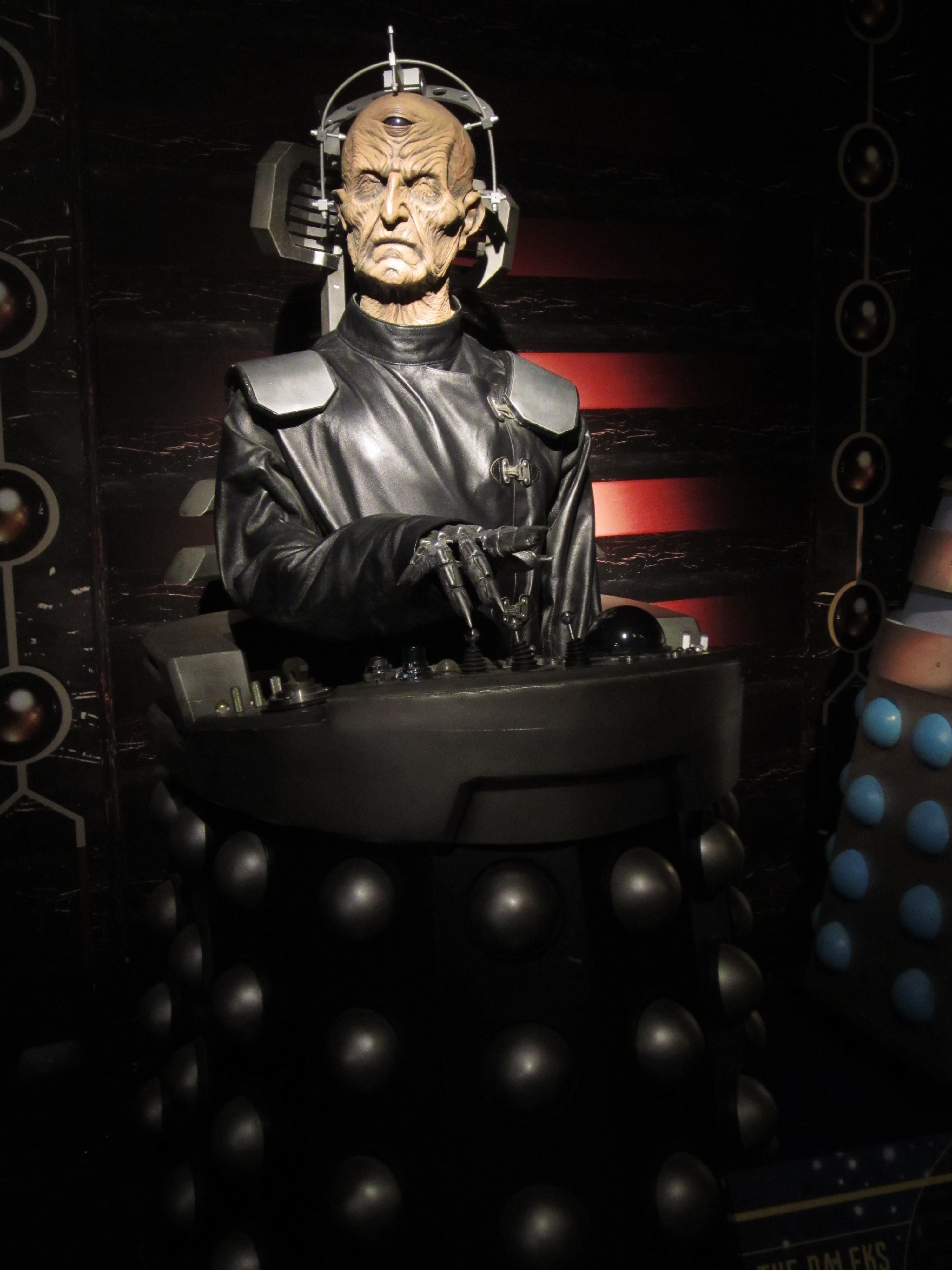
Una riproduzione di Davros

Ha un aspetto umanoide, ma con pelle grigia e un terzo occhio artificiale sulla fronte (quelli veri hanno perso la vista). Durante un incidente ha perso l'uso delle gambe, per cui si sposta usando un apparecchio che lo copre dalla vita in giù, simile al tronco cilindrico dei Dalek. Ha una sola mano funzionante. Davros ha l'ambizione di conquistare l'universo e di sottomettere tutti al suo potere, per questo ha creato i Dalek infondendo in loro tutto il suo disprezzo per la vita altrui.
Davros prende parte all'Ultima Grande Guerra del Tempo, che vede come avversari i Dalek e i Signori del Tempo: la guerra annienta entrambe le fazioni, e Davros stesso sembra morire nel conflitto. In realtà, un Dalek mise in salvo Davros e lui ricreò la stirpe, costruendo nuovi Dalek a partire da cellule del suo corpo. Il Decimo Dottore e i suoi compagni riescono a sconfiggerlo in La fine del viaggio, distruggendo la sua astronave madre e il nuovo impero Dalek da lui creato. Davros apparentemente muore nell'esplosione dell'astronave, rifiutando l'aiuto del Dottore.
Inaspettatamente sopravvissuto, riappare nella nona stagione, come nemico del Dodicesimo Dottore.
Nel corso della serie il personaggio è stato interpretato da Michael Wisher, David Gooderson e Terry Molloy (nella serie classica) e da Julian Bleach e Joey Price (nella nuova serie). Doppiato da Ambrogio Colombo.

### Cybermen
I Cybermen ("Ciberniani" nel doppiaggio italiano usato negli anni '80, "Cyberuomini" in quello usato nella nuova serie fino alla terza stagione, "Cyberman" dalla quarta stagione, "Cyber" nella serie Torchwood) sono una razza di cyborg umanoidi introdotta nel serial The Tenth Planet della quarta stagione della serie classica. Dopo i Dalek sono sicuramente i nemici più frequenti del Dottore. Vi sono, nell'universo della serie televisiva, diverse tipologie di Cybermen che derivano tutte da due ceppi principali: i Cybermen provenienti dal pianeta Mondas e i Cybermen creati dalla compagnia Cybus Industries in un universo alternativo, il "Mondo di Pete" (questi ultimi vengono introdotti nell'episodio L'ascesa dei Cyberuomini della seconda stagione della nuova serie).
Ai tempi della preistoria la Terra aveva un pianeta gemello, Mondas. Quando il pianeta uscì dall'orbita solare mettendo a rischio la sopravvivenza degli abitanti, essi decisero di utilizzare la loro tecnologia enormemente avanzata per sopravvivere, sostituendo le parti organiche del corpo con parti meccaniche, rimuovendo anche le emozioni umane tramite un inibitore, diventando così macchine con il solo obiettivo di distruggere e conquistare altri mondi, riconvertendo sempre più creature organiche in altri Cybermen.

Un Cyberman del pianeta Mondas, apparso nel serial del primo Dottore The Tenth Planet.

Nella versione del "mondo di Pete" il Decimo Dottore raggiunge un universo parallelo in cui un certo John Lumic, il proprietario delle Cybus Industries, intraprende il progetto di migliorare la razza umana trasformandola in esseri robotici senza sentimenti, i Cybermen, appunto. A causa del Torchwood, che indebolisce la barriera inter-dimensionale con la Terra, i Cybermen di questo universo parallelo riescono a raggiungere il nostro universo e cercano di conquistarlo insieme ai Dalek, ma vengono sconfitti dal Dottore (L'esercito dei fantasmi). Questi Cybermen riappariranno poi più volte nella serie cercando di aggiornarsi e migliorare sempre di più le loro funzionalità. Il Dottore li affronta negli episodi Un canto di Natale, Orario di chiusura, Incubo Cyberman, Il tempo del Dottore, Viaggio nell'aldilà, Morte in Paradiso, Piegato dall'inferno (come cameo) e La caduta del Dottore.

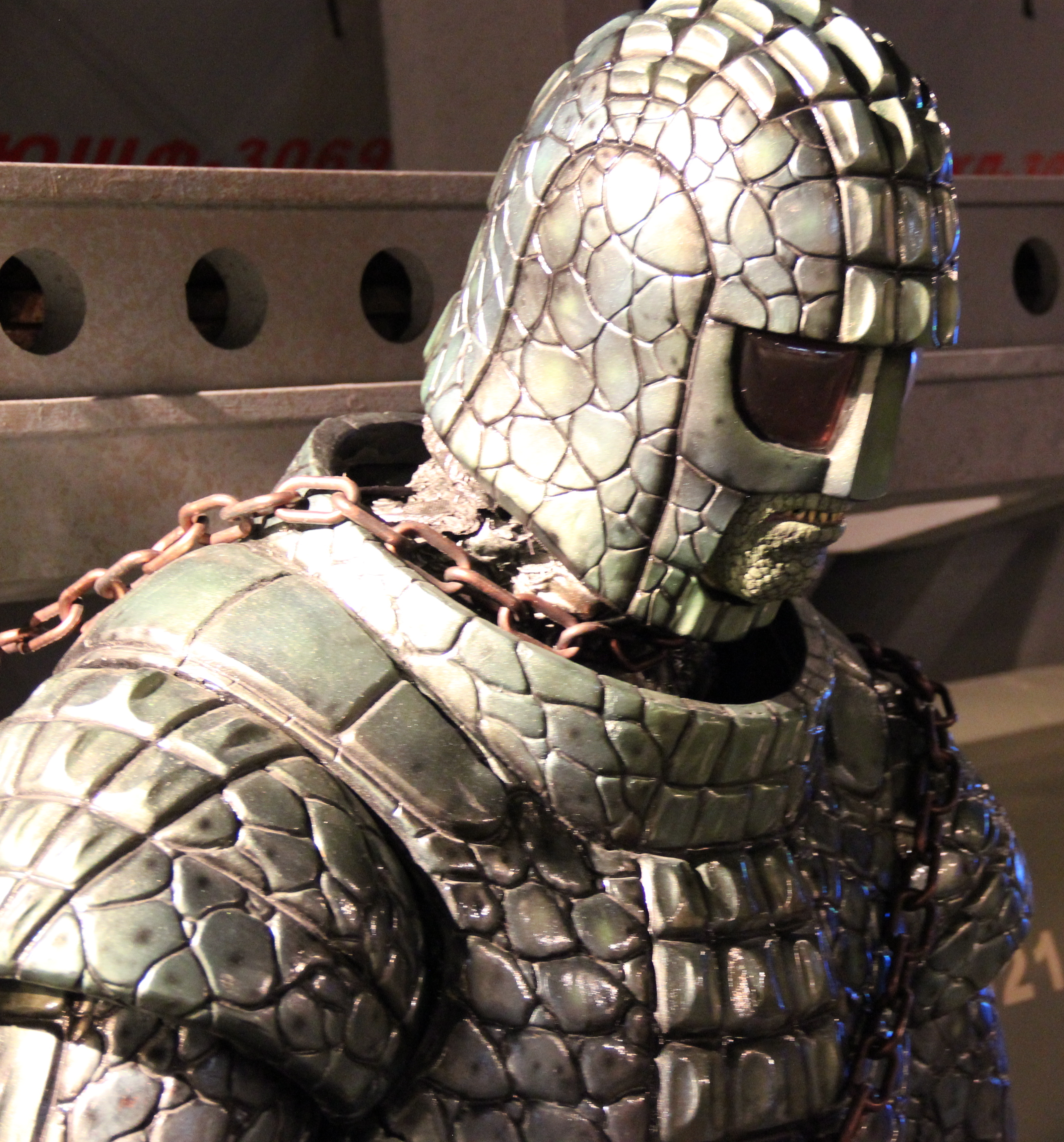
I Guerrieri di ghiaccio della nuova serie

### Guerrieri di ghiaccio
I guerrieri di ghiaccio sono dei soldati originari del pianeta Marte. Questi marziani sono simili a dei rettili umanoidi rivestiti con delle armature. Nonostante guerrieri di ghiaccio non sia il loro vero nome, vengono ugualmente identificati così; nella narrazione della serie il loro pianeta, Marte, appare come un pianeta morente.
I primi soldati marziani appaiono per la prima volta come nemici del Secondo Dottore in The Ice Warriors, in un futuro nell'anno 3000, in cui cercano di conquistare la Terra, ma il Signore del Tempo riesce a fermarli. Ricompaiono successivamente in I semi della morte. Il Terzo Dottore incontra nuovamente i guerrieri di ghiaccio in The Curse of Peladon in cui rivelano di avere abbandonato i propositi di guerra per unirsi alla Federazione
Galattica, ma in The Monster of Peladon il Dottore scopre che uno dei guerrieri di ghiaccio, Azaxyr, stava collaborando con i nemici della federazione per fare in modo che Marte ritornasse a essere il popolo bellico di un tempo; il Dottore riesce a fermarlo con l'aiuto degli abitanti del pianeta Peladon.
Riappaiono nella nuova serie come al centro di alcune avventure dell'Undicesimo e del Dodicesimo Dottore negli episodi Guerra fredda e L'imperatrice di Marte.

### Zygon
Gli Zygon, chiamati anche Zigoni nel doppiaggio italiano della serie classica, sono una razza aliena originaria del pianeta Zygor. Hanno delle fattezze umanoidi, la loro pelle ha un colore rossastro, il loro corpo è ricoperto di ventose e la loro lingua secerne veleno. Gli Zygon sono dei mutaforma, e inizialmente possono prendere le sembianze di una persona solamente qualora essa sia viva; nella nuova serie essi però evolvono imparando ad assumere anche le fattezze di persone già morte. Sempre nella nuova serie gli Zygon mostrano di potere emettere dalle loro mani delle scariche elettriche di diversa potenza.
Fanno la loro prima apparizione nella serie classica, nel serial La sconfitta degli Zigoni. In tale occasione è il quarto Dottore ad affrontarli; gli alieni erano guidati dal comandante Broton, che viene ucciso dal Brigadiere Lethbridge-Stewart.
Gli Zygon riappaiono poi nella nuova serie, nell'episodio speciale del cinquantesimo anniversario di Doctor Who, Il giorno del Dottore, dove viene rivelato che il loro pianeta è stato distrutto in conseguenza dell'Ultima Grande Guerra del Tempo. Sempre nel cinquantenario essi cercano di impadronirsi della tecnologia segreta della UNIT, ma il Decimo e l'Undicesimo Dottore, aiutati dal War Doctor, riescono a sventare i loro piani.
Gli alieni tornano poi in un doppio episodio della nona stagione della nuova serie (L'invasione degli Zygon/L'inversione degli Zygon).

### Auton
Gli Auton (precedentemente adattato in Autoni nel primo episodio della nuova serie) sono automi di plastica animati dalla Coscienza Nestene, una forma di vita aliena tra le più antiche dell'universo, già esistente dai "tempi oscuri". La Coscienza Nestene arrivò sulla Terra con un meteorite. Il nome Autons deriva dalla società di facciata che li produce (la Plastics Auto); sono dotati di armi molto potenti e il loro aspetto è molto simile a quello dei manichini, sebbene nella nuova serie del 2005 essi possano anche ricreare delle perfette copie umane.
Gli Auton appaiono per la prima volta in Spearhead from Space come nemici del Terzo Dottore, e ricompaiono successivamente in Terror of the Autons.
Il Nono Dottore li affronta nell'episodio pilota della nuova serie, Rose. In La Pandorica si apre gli Auton partecipano all'alleanza aliena formata dagli eserciti alieni nemici del Dottore; in questa occasione gli automi prendono le sembianze di centurioni romani per attirare l'Undicesimo Dottore in una trappola.

### Sontaran
I Sontaran sono una razza extraterrestre di natura belligerante composta da cloni provenienti dal pianeta Sontar e introdotta nel serial The Time Warrior dell'undicesima stagione.

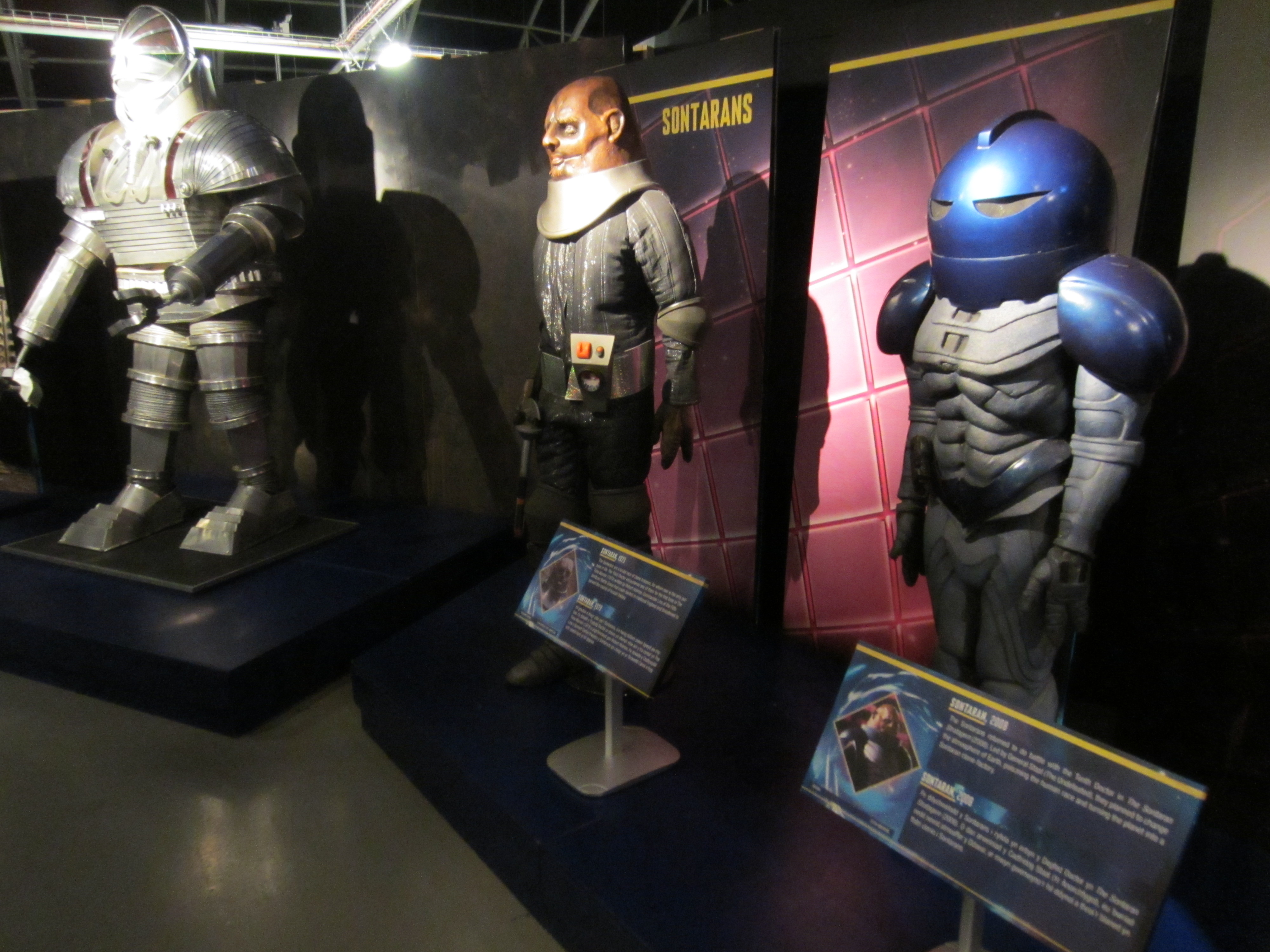
A destra, due riproduzioni di Sontaran

Non avendo esemplari di sesso femminile, si riproducono solo attraverso la clonazione; respirano attraverso una fessura sulla schiena, loro unico punto debole che proteggono non mostrandolo mai all'avversario. Come la maggior parte della razze aliene nemiche del Dottore, pure i Sontaran dispongono di tecnologie avanzatissime, sia nel campo bellico che in quello medico. Riappaiono nei serial The Sontaran Experiment, The Invasion of Time e The Two Doctors.
Ricompaiono nella nuova serie a partire dalla quarta stagione nel doppio episodio Lo stratagemma di Sontaran/Il cielo avvelenato come nemici del Decimo Dottore, successivamente riappariranno come nemici ma ricoprendo ruoli minori, affrontando anche l'Undicesimo Dottore, negli episodi La fine del tempo (seconda parte), Il tempo del Dottore e La Pandorica si apre. La razza aliena appare anche nello spin-off della serie, Le avventure di Sarah Jane, in The Last Sontaran.
Sempre nella nuova serie appare un Sontaran di nome Strax, il quale dopo essere stato condannato dal Dottore a lavorare come infermiere, abbandona la vita bellica per vivere nel periodo vittoriano con la siluriana madam Vastra e la sua consorte umana Jenny, nelle vesti di maggiordomo, i tre spesso aiutano il Dottore in alcune sue avventure contro l'Ordine del Silenzio o la Grande Intelligenza.

### Siluriani

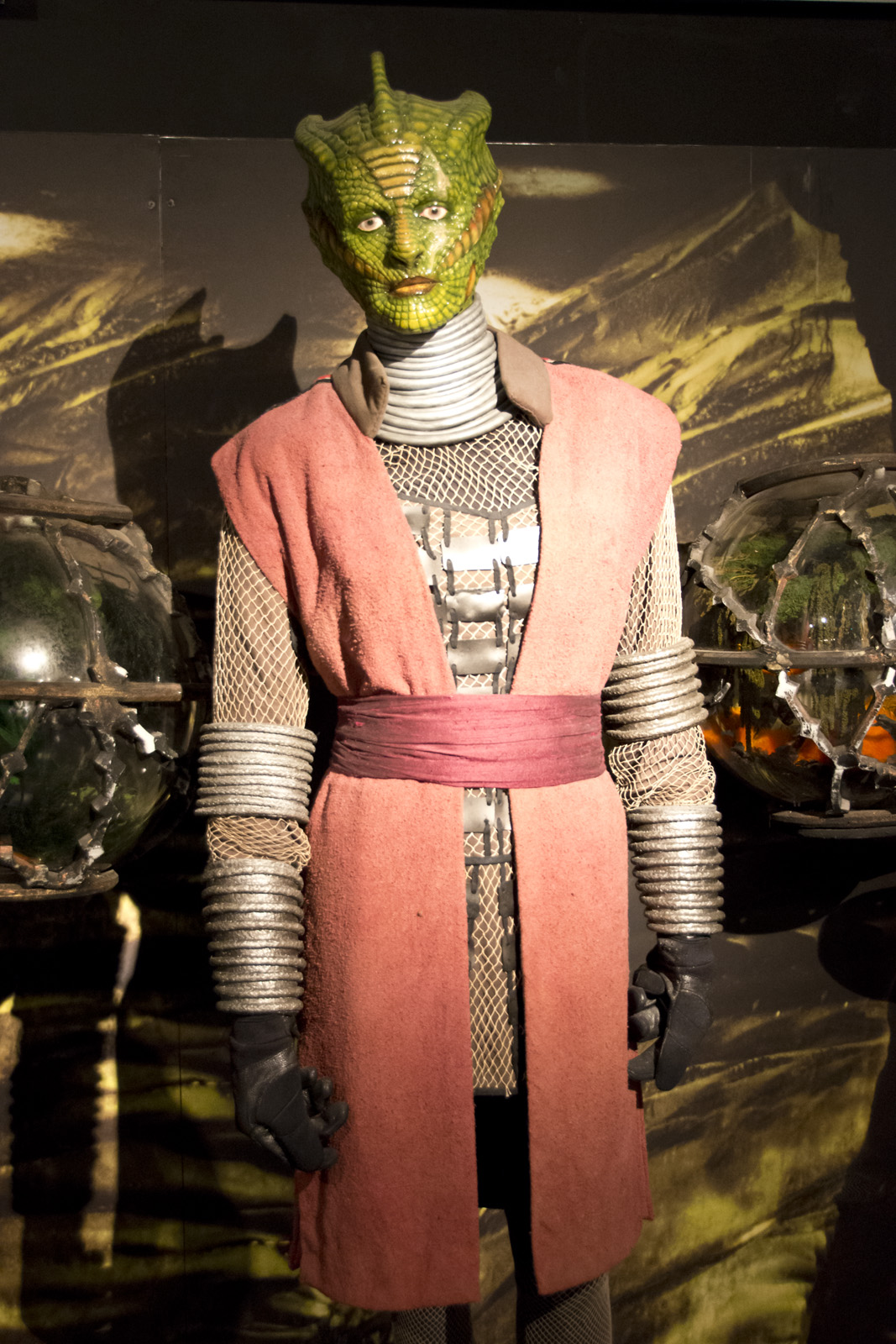
Una riproduzione di Madame Vastra.

I Siluriani (Silurians) sono una razza di esseri umanoidi con attributi caratteristici dei rettili da cui si sono evoluti (come per esempio la pelle verde squamosa) che dominava la Terra ai tempi dei dinosauri (vengono per questo motivo chiamati anche Homo Reptilia) e di cui esistono varie sottorazze (tra cui i Diavoli del Mare apparsi in Warriors of the Deep), ora rifugiatisi nel sottosuolo. Fanno la loro prima apparizione nel serial della settima stagione Doctor Who and the Silurians come alleati del Maestro, che ha promesso di ridargli la superficie terrestre.
Vengono reintrodotti nella nuova serie a partire dalla quinta stagione, apparendo negli episodi La città sepolta, Sangue freddo, Un uomo buono va in guerra e Il matrimonio di River Song
Un personaggio di questa razza alleato del Dottore è la detective Madame Vastra, che vive nell'epoca vittoriana con la sua cameriera nonché moglie umana Jenny Flint, apparsa negli episodi Un uomo buono va in guerra, I pupazzi di neve, L’orrore Cremisi, Il nome del Dottore e Un respiro profondo.

### Il Maestro
Il Maestro (The Master) è un Signore del Tempo divenuto nemesi del Dottore, inizialmente suo amico e compagno di studi su Gallifrey. La rivalità tra i due crebbe a dismisura fino a quando il Dottore lasciò il suo pianeta natale e al Maestro fu dato l'incarico di trovarlo e arrestarlo; in seguito a uno scontro il Dottore lo lasciò imprigionato in un buco nero e da quel momento il Maestro giurò vendetta nei suoi confronti.
Il personaggio è stato interpretato negli anni da Roger Delgado, Peter Pratt, Anthony Ainley (nella serie classica); Gordon Tipple e Eric Roberts (nel film TV del 1996); Derek Jacobi e John Simm (nella nuova serie). Nell'ottava stagione della nuova serie il Maestro si è rigenerato in una donna e si fa chiamare Missy, interpretata da Michelle Gomez. Nella dodicesima stagione ricompare di nuovo rigenerato in un uomo, interpretato da Sacha Dhawan.

### Rassilon
Rassilon è il Lord Presidente del pianeta Gallifrey, l'autorità massima tra i Signori del Tempo. Fu lui a sviluppare la tecnologia per i viaggi nel tempo; è descritto come un sovrano ambizioso e sprezzante della vita altrui.

Nella nuova serie, nello speciale natalizio La fine del tempo, Rassilon e gli altri Signori del Tempo cercano di cambiare la storia riguardo agli eventi dell'Ultima Grande Guerra del Tempo, mentre combattevano contro i Dalek, cercando di trovare un modo per liberarsi dal luogo remoto dove stavano combattendo nell'ultimo giorno della grande guerra; Rassilon cerca di liberare se stesso e Gallifrey dalla prigionia con l'aiuto del Maestro, ma alla fine quest'ultimo aiuta il Dottore vincolando se stesso, insieme a Rassilon e Gallifrey, nell'ultimo giorno dell'Ultima Grande Guerra del Tempo.

Ritorna nella nona stagione della nuova serie, in un corpo più anziano, quando il Dodicesimo Dottore raggiunge Gallifrey. Rassilon mobilita le forze militari gallifreyane contro di lui, ma ormai i Signori del Tempo sono fedeli soltanto al Dottore, quindi si rivoltano contro il presidente, esiliandolo via da Gallifrey.
Nella prima serie il personaggio è stato interpretato da Richard Mathews, mentre nella nuova serie è stato interpretato da Timothy Dalton (stagione 4) e Donald Sumpter (stagione 9). Doppiato nella nuova serie da Mario Cordova (stagione 4), Dario Penne (stagione 9).

### Omega
Omega, è considerato una leggenda tra i Signori del Tempo, insieme a Rassilon contribuì alla creazione della tecnologia per il viaggio nel tempo, infatti gli va reputato parte del merito per la scoperta dell'Occhio dell'Armonia, la fonte di energia del TARDIS. Molti lo credevano morto durante uno dei suoi esperimenti, ma in realtà era rimasto intrappolato in una dimensione di antimateria che deturpò il suo corpo, motivo per cui si presenta con un'armatura che copre tutto il corpo. Il tempo passato nella dimensione di antimateria l'ha reso mentalmente instabile e pericoloso, più volte ha cercato di uscire da tale dimensione, come in The Three Doctors, in questa occasione viene ostacolato da tre incarnazioni del Dottore, il Primo, il Secondo e il Terzo. In Arc of Infinity il Quinto Dottore affronta nuovamente Omega, il Signore del Tempo riesce a uscire dalla dimensione e assorbendo il profilo genetico del Dottore assume il suo stesso aspetto, purtroppo il suo corpo finisce con il deteriorarsi, nonostante Omega sia un nemico del Dottore quest'ultimo non ha mai mancato di rispettarlo e ammirarlo, infatti la decisione di vincolarlo nuovamente nella dimensione dell'antimateria è stata molto sofferta per lui.
Durante la serie Omega è stato interpretato da Stephen Thorne, Ian Collier e Peter Davison.

### La Rani
La Rani (The Rani) è una scienziata dei Signori del Tempo, esiliata dalla sua stessa specie per il livello di crudeltà raggiunto dai suoi esperimenti. Appare per la prima volta come antagonista del Sesto Dottore nel serial Mark of The Rani, per poi tornare in Time and the Rani e Dimension in Time, oltre che in vari romanzi.
Il personaggio riappare poi nella serie prodotta dal 2023 come Mrs. Flood (anziana e enigmatica vicina di casa della compagna del Quindicesimo Dottore, Ruby), sebbene la sua identità venga svelata solo successivamente, a seguito di una bi-generazione. 
La Rani è stata interpretata da Kate O'Mara nella serie televisive, mentre da Siobhan Redmond nelle audiostorie della Big Finish. Nella nuova serie, come Mrs. Flood il personaggio è interpretato da Anita Dobson, mentre la nuova Rani è interpretata da Archie Panjabi. Nella nuova serie, è doppiata in italiano da Lorenza Biella (Mrs. Flood) e Maria Letizia Scifoni (la Rani)

### Il Valeyard
Il Valeyard, interpretato da Michael Jayston, è un pubblico ministero della corte dei Signori del Tempo.
Quando i Signori del Tempo decisero di processare il Sesto Dottore per la sua condotta, da loro ritenuta disdicevole, fu il Valeyard a occuparsi del caso. Utilizzando la Matrice (la rete di computer che racchiude la conoscenza dei Signori del Tempo) il Valeyard ha fatto prendere nota delle azioni del Dottore e delle vite che lui ha spezzato, facendolo apparire come un genocida. Alla fine il Dottore scopre che il Valeyard aveva manomesso la Matrice per cancellare le buone azioni del Dottore che giustificavano i suoi comportamenti per farlo apparire nella peggior luce possibile. In seguito, con gran stupore del Dottore, si scopre (per bocca del Maestro) che il magistrato è parte del Dottore stesso futuro: è un amalgama dei suoi lati oscuri generatisi nelle incarnazioni dalla Dodicesima all'ultima.
A dare maggiore valore a questa ipotesi, nella nuova serie, la Grande Intelligenza, nell'episodio Il nome del Dottore, affrontando l'Undicesimo Dottore afferma che "Il Valeyard" è uno dei nomi con cui il Dottore sarà chiamato in futuro.

### Slitheen
Gli Slitheen sono una famiglia di alieni criminali provenienti dal pianeta Raxacoricofallapatorius, apparsa durante la prima stagione della nuova serie. Grazie all'abilità di cambiare momentaneamente forma, si camuffano e sostituiscono alcuni membri del governo britannico con lo scopo di fare iniziare una guerra nucleare e trasformare il pianeta Terra in un reattore; il Nono Dottore riesce a smascherarli e a porre fine al loro piano. Tempo dopo, l'unico sopravvissuto della famiglia Slitheen, camuffato da sindaco della città di Cardiff, fa costruire un macchinario alieno, mascherato da centrale nucleare, per riuscire a fuggire dal pianeta. Ancora una volta, il Dottore sventa la minaccia (il lancio del macchinario avrebbe distrutto le aree limitrofe) e cattura lo Slitheen, che decide di portare a Raxacoricofallapatorius, lasciando che siano i suoi simili a giudicarlo: tuttavia, lo Slitheen è ricercato su tale pianeta e quindi consegnarlo equivarrebbe a condannarlo a morte. Alla fine, lo Slitheen, sinceramente pentito per le sue azioni, finisce esposto all'energia del TARDIS, che lo fa regredire allo stato di uovo, donandogli una nuova vita e una seconda possibilità.
In Sulle tracce del mito, il Decimo Dottore e Rose Tyler affrontano un Abzorbaloff, un alieno appartenente a una razza imparentata con gli Slitheen.
Gli Slitheen appaiono anche come nemici di Sarah Jane Smith, prendendo parte ad alcuni episodi dello spin-off, Le avventure di Sarah Jane.

### Angeli piangenti
Gli Angeli piangenti (Weeping Angels) sono una specie aliena introdotta nella terza stagione della nuova serie, a partire dall'episodio Colpo d'occhio, in tale occasione è il Decimo Dottore a doversela vedere con loro.

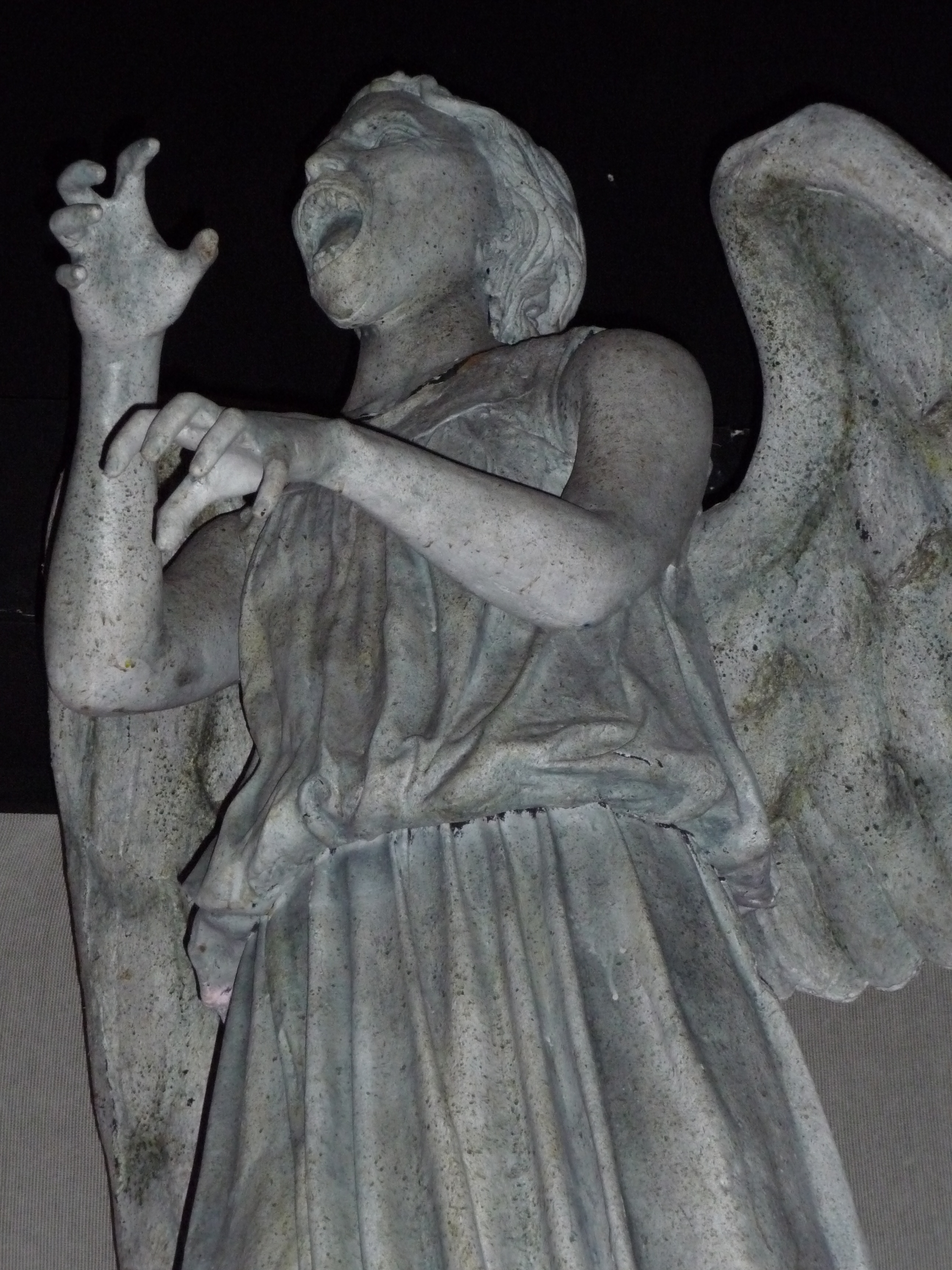
Un Angelo Piangente.

La loro origine è ignota ma antica quanto l'universo stesso, o quasi, e il Dottore li considera come le più spaventose creature che l'evoluzione abbia prodotto. Essi si nutrono di energia temporale, spedendo nel passato le loro prede (che continuano la loro vita nella nuova epoca) e divorando gli anni che la vittima avrebbe vissuto nel presente; la più nota abilità degli Angeli però è il "blocco quantistico", un meccanismo di difesa che li tramuta letteralmente in statue di pietra quando e finché un essere vivente li guarda. In questo modo possono passare inosservati e, grazie alla loro eccezionale rapidità e silenziosità, dislocare nel passato le loro vittime mentre loro non guardano. Il blocco quantistico è inevitabile e vale anche fintantoché gli Angeli si guardano a vicenda, in questo caso restano bloccati per sempre, e per evitare dunque di pietrificare i loro simili si muovono coprendosi gli occhi con le mani, da cui il nome piangenti. Inoltre qualsiasi cosa che riporti l'immagine di un Angelo, come un video, genera un nuovo Angelo, mentre se si fissano gli occhi di un Angelo troppo a lungo l'immagine mentale dell'Angelo prende anch'essa vita, uccide la persona e fuoriesce dal cadavere. Dato che hanno una forza eccezionale e che in forma di statua sono resistentissimi, esistono pochi modi per ucciderli, come avvelenare il tempo di cui si nutrono con un paradosso, o come fece l'Undicesimo Dottore con una Crepa, esporli a un'energia temporale ben superiore a quella di cui possono nutrirsi.
Sono apparsi negli episodi Colpo d'occhio (terza stagione), Il tempo degli Angeli, Carne e pietra (quinta stagione) e per brevi momenti anche in Il coinquilino, Il Big Bang, Il complesso di Dio, Piegato dall'Inferno e in Il matrimonio di River Song. Nella settima stagione appaiono nell'episodio Gli angeli prendono Manhatthan, dove riusciranno a separare l'Undicesimo Dottore dai suoi compagni di viaggio (Amy Pond e Rory Williams) vincolandoli in un altro tempo, e ricompaiono poi brevemente nello speciale natalizio del 2013 (Il tempo del Dottore) tra le molte razze aliene che cercheranno di uccidere il Dottore sul pianeta Trenzalore.

### L'Ordine del Silenzio
Il Silenzio (Silence) è «un ordine religioso o movimento» introdotto nella sesta stagione della nuova serie (ma già citato nella quinta stagione). Inizialmente sembra capeggiato da una razza extraterrestre. I membri della specie aliena, noti come Silenti, hanno un aspetto umanoide basato parzialmente su quello raffigurato nell'Urlo di Munch (una testa deformata senza bocca, dei piccoli occhi neri all'interno del cranio e delle mani a quattro dita) e indossano un completo nero. Hanno la caratteristica di essere dimenticati da tutti coloro con cui vengono in contatto: una volta voltato lo sguardo, l'interlocutore non è più in grado di ricordare l'incontro avvenuto. Gli affiliati dell'Ordine (nell'episodio Uccidiamo Hitler viene rivelato che l'ordine è anche noto con il nome di "Accademia della Domanda") provenienti da altre specie (come l'umana Madame Kovarian, la donna che rapisce Amelia Pond) vengono dotati di una speciale benda metallica da applicare su un occhio, che funge da memoria esterna e li rende immuni dal potere dei loro (apparenti) superiori.
Oltre ai Silenti, l'Ordine è composto anche dalla setta dei "monaci senza testa", uomini che indossano un cappuccio, senza testa, armati di spade, che decapitano le loro vittime rinchiudendo le loro teste all'interno di appositi scrigni. Le persone decapitate vengono convertite alla congrega.
Nello speciale di Natale Il tempo del Dottore, si apprende che l'Ordine altro non è che un settore della Chiesa del Mainframe Papale, detta anche Chiesa del Silenzio, il cui capo era proprio Madame Kovarian, e che i Silenti non sono altro che esseri umani ingegnerizzati geneticamente allo scopo di fargli ottenere il loro peculiare potere in modo che potessero fungere da preti confessori della Chiesa: avrebbero potuto ascoltare e assolvere tutti i peccati di colui che si stava confessando in quanto quest'ultimo poi non se ne sarebbe ricordato.
L'Ordine del Silenzio è il responsabile delle trame principali della quinta e della sesta stagione della nuova serie. Nel tentativo di distruggere il Dottore, infatti - si veda La Chiesa per i motivi - l'Ordine prima rapisce Amelia Pond e fa crescere e addestrare River Song allo scopo di uccidere il Dottore; dopodiché, fallito questo tentativo, manovra e fa esplodere il TARDIS (due eventi che ci vengono narrati in senso contrario durante le stagioni: nella quinta stagione la trama principale è incentrata sull'esplosione del TARDIS; nella sesta sul tentativo di omicidio del Dottore da parte di River Song).

### La Grande Intelligenza
La Grande Intelligenza (The Great Intelligence) è un'entità di pura energia psichica apparsa per la prima volta come nemico del Secondo Dottore nel serial The Abominable Snowmen del 1967, dove prende possesso del corpo di un monaco tibetano Padmasambhava negli anni trenta. Successivamente tornerà a scontrarsi con il Secondo Dottore e il brigadiere Lethbridge-Stewart in The Web of Fear (dove possiede il sergente Arnold). Appare inoltre come nemico principale nello speciale direct-to-video Downtime del 1994, che narra un'avventura in solitaria di Sarah-Jane Smith e del brigadiere (dove possiede il cadavere di un suo vecchio nemico e alleato del Dottore nei loro precedenti incontri: Edward Travers). In queste sue apparizioni è sempre accompagnata da uno yeti robot che ha costruito.
Nella nuova serie l'Intelligenza appare per la prima volta nello speciale di Natale Pupazzi di neve, dove si scopre che si è originata dall'incontro fra una neve cannibale in grado d'imparare e di riflettere i sentimenti, e i pensieri più oscuri di uno scienziato del periodo vittoriano chiamato Walter Simeon, riversati dall'uomo su un pupazzo di neve costruito cinquant'anni prima, e dove si scontrerà con l'Undicesimo Dottore, il quale però non sembra ricordarlo. Nell'episodio Il nome del Dottore, la Grande Intelligenza entra nella linea temporale del Dottore per distruggere la sua vita cambiando i suoi eventi, ma la compagna di viaggio del Dottore, Clara, glielo impedisce buttandosi con lui nella linea; si presume che la Grande Intelligenza originale sia morta dopo essersi frammentata in tanti echi di se stessa nella linea temporale del Signore del Tempo.
Non possedendo una forma fisica propria prende sempre possesso di un corpo ospite o appare (come visto in Web of Fear e Downtime) come una piramide di sfere, mentre per crescere ha bisogno di nutrirsi di menti umane (come visto nell'episodio Le campane di St.John, dove usa il Wi-Fi per impossessarsi della mente delle persone e delle loro conoscenze).
Gli ospiti della Grande Intelligenza sono stati interpretati da Wolfe Morris (Padmasambhava), Jack Woolgar (Arnold), Jack Watling (Edward Travers) e Richard E. Grant (Walter Simeon). Nell'episodio Pupazzi di neve viene doppiato in originale da Ian McKellen e da Cameron Strefford (Simeon da bambino). Doppiato in italiano da Michele Kalamera, Massimo Lodolo (Walter Simeon, ep. 7×6, 7×14), Giovanni Petrucci (Walter Simeon, ep. 7×7).

### Sussurratori
I Sussurratori (Whisperman in originale) sono una razza umanoide senza occhi, orecchie e cavità nasali.
Fanno la loro prima apparizione nell'episodio Il nome del Dottore, dove aiutano la Grande Intelligenza ad aprire la tomba del Dottore e stravolgere la sua linea temporale.

### I Monaci
I Monaci sono una razza aliena che usava una simulazione virtuale della vita sulla Terra per pianificare un'invasione. I costrutti virtuali includevano simulazioni del Dodicesimo Dottore, Nardole e Bill Potts.
Sono stati anche in grado di vedere nel futuro attraverso la loro simulazione, e hanno promesso di "proteggere" la Terra dalla devastazione che prevedevano si sarebbe verificata in un anno. Tuttavia, hanno richiesto un autentico consenso da parte di persone con potere e sono stati in grado di percepire se il loro consenso fosse vero o se agissero per paura o strategia. Se il loro consenso non fosse stato puro, la persona sarebbe stata immediatamente disintegrata.
Era chiaro che i monaci non mostrarono alcuna pietà per la razza umana in alcun modo e cercarono di controllare la Terra e l'umanità stessa. Non hanno avuto problemi all'istante uccidendo la gente, e in più occasioni ha minacciato il Dottore stesso.
Non c'è una chiara gerarchia all'interno della specie, ma sembra che pochi monaci parlassero mentre il resto rimaneva in silenzio. C'è anche un monaco il cui compito è di nutrire le menzogne della popolazione invasa sulla loro storia personale.

I monaci preferivano conquistare con il consenso degli abitanti e non la forza. Quando la loro presa sulla Terra fu spezzata, i Monaci si ritirarono senza combattere piuttosto che usare la forza per riprendersi il pianeta nonostante possedessero una tecnologia superiore che avrebbe potuto dare loro un vantaggio.

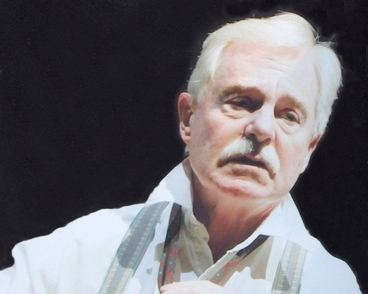
Derek Jacobi interpreta il Maestro (nella nuova serie)
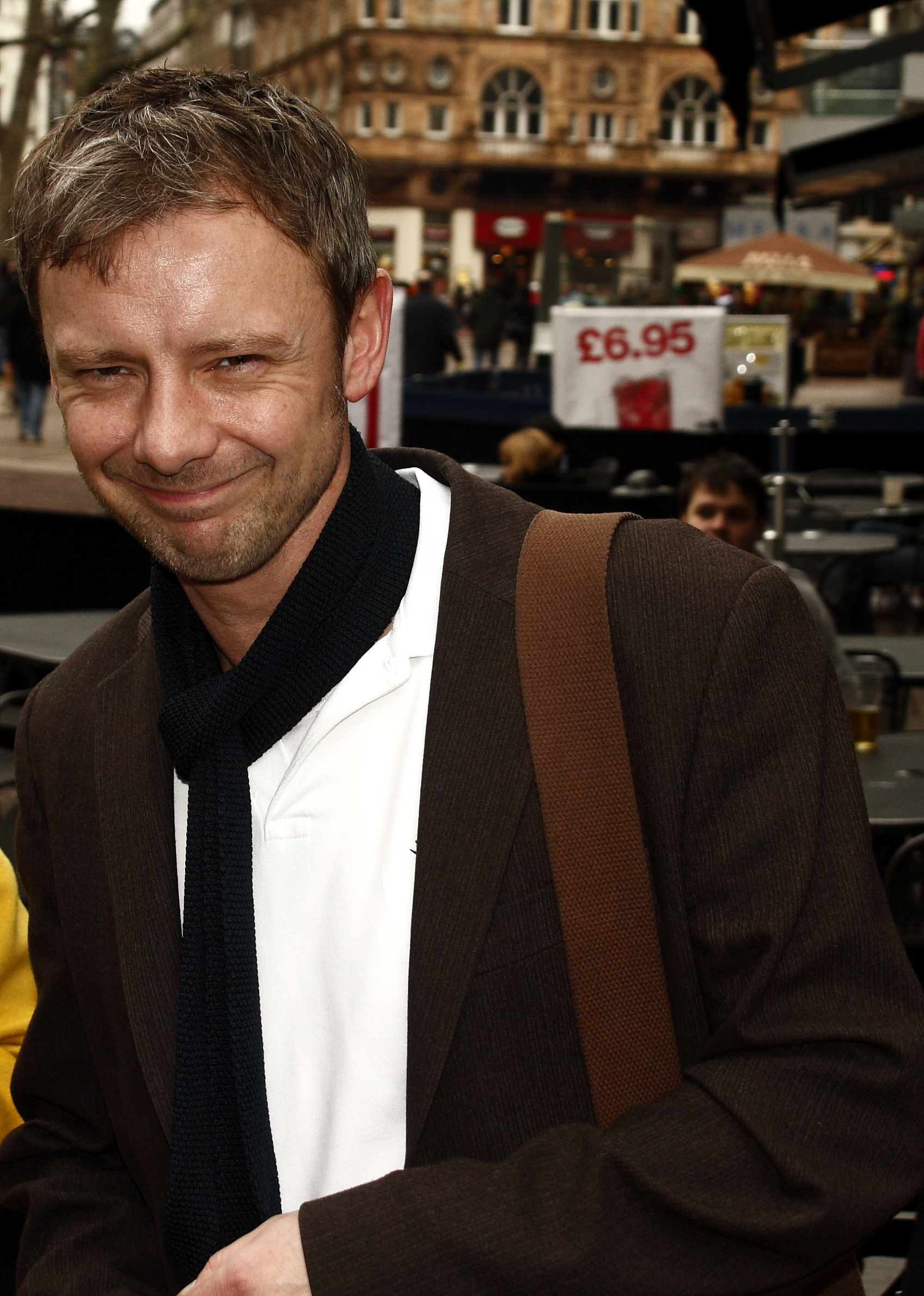
John Simm interpreta il Maestro (nella nuova serie)
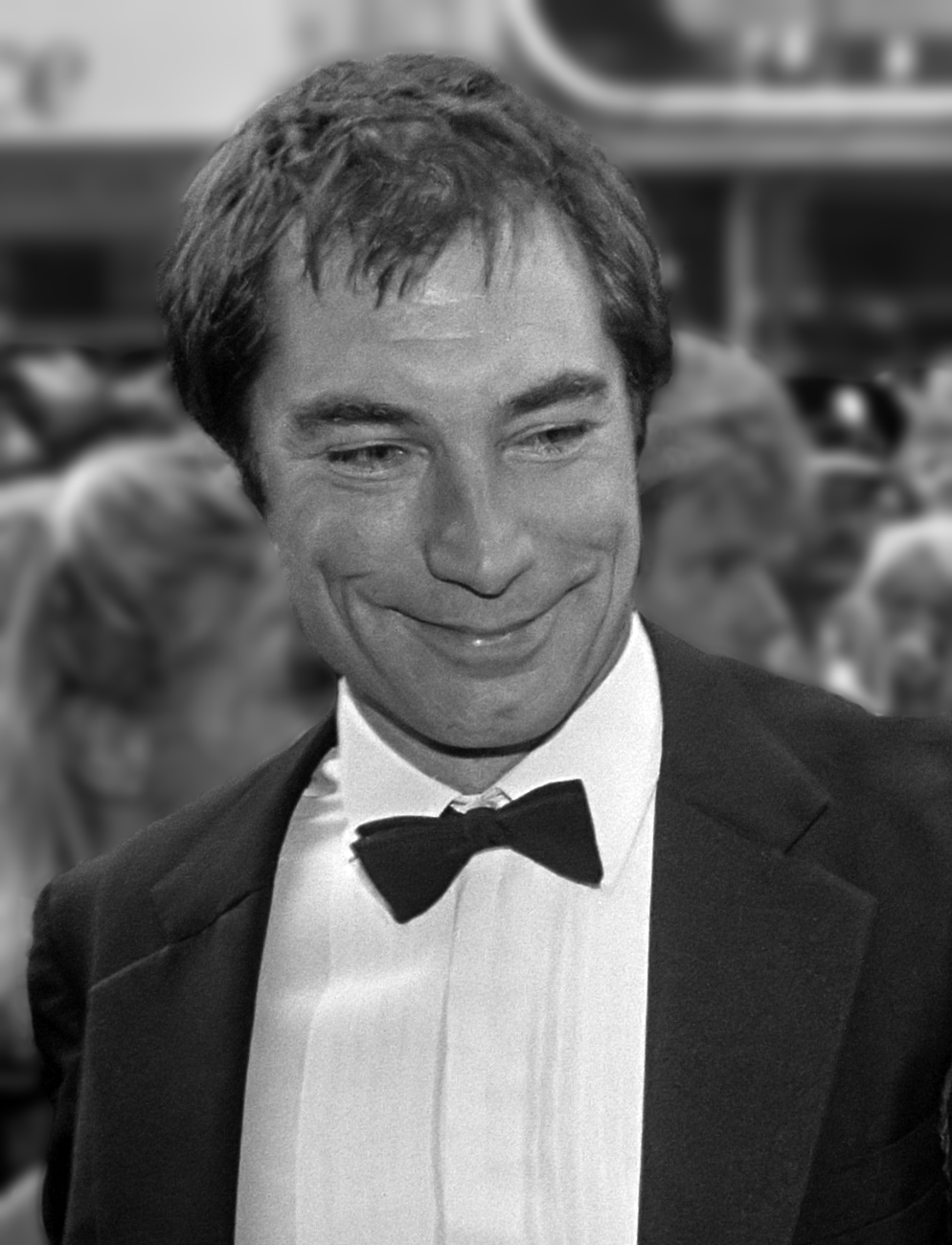
Timothy Dalton interpreta Rassilon (nella nuova serie)
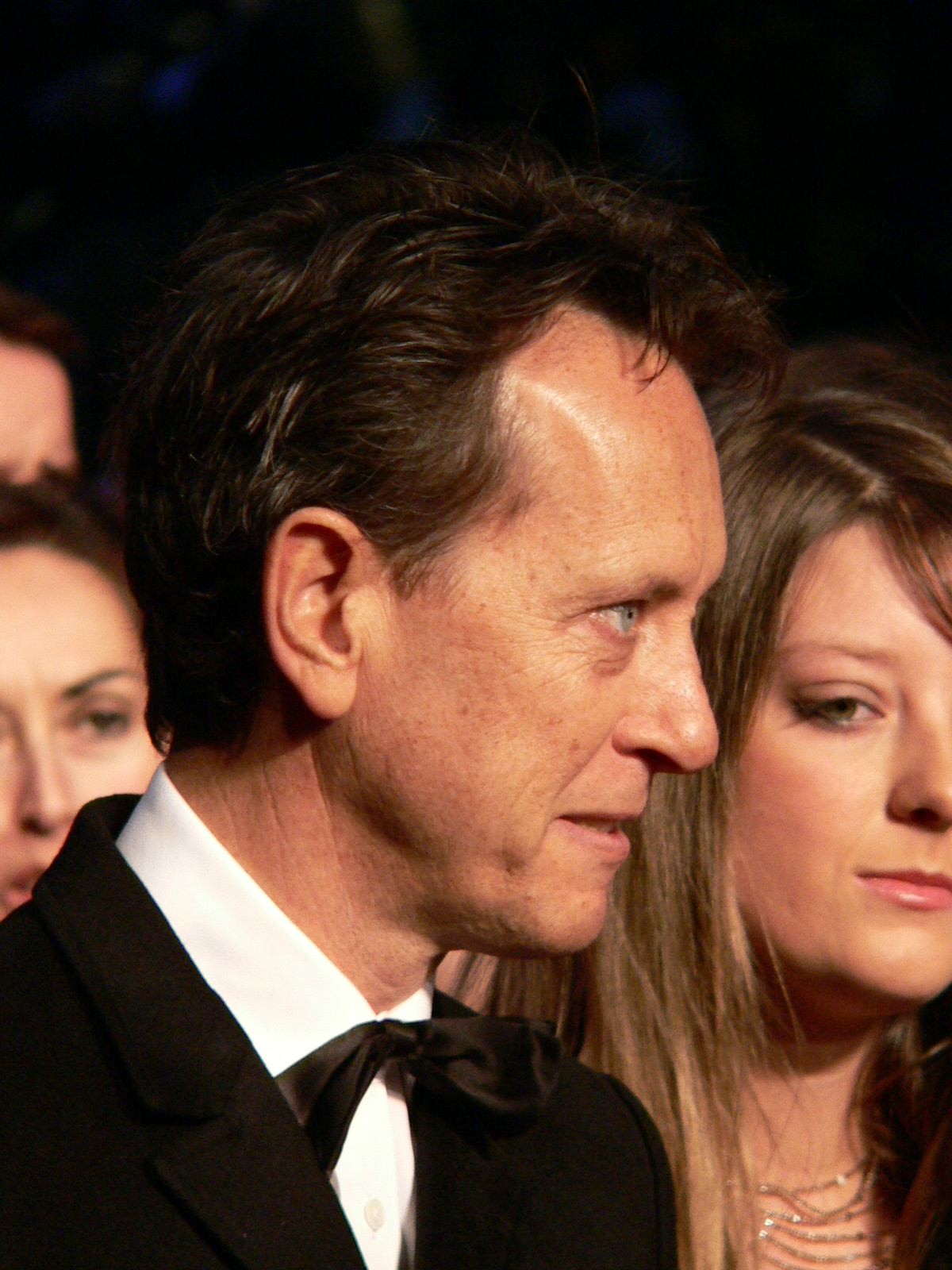
Richard E. Grant interpreta la Grande Intelligenza (nella nuova serie)
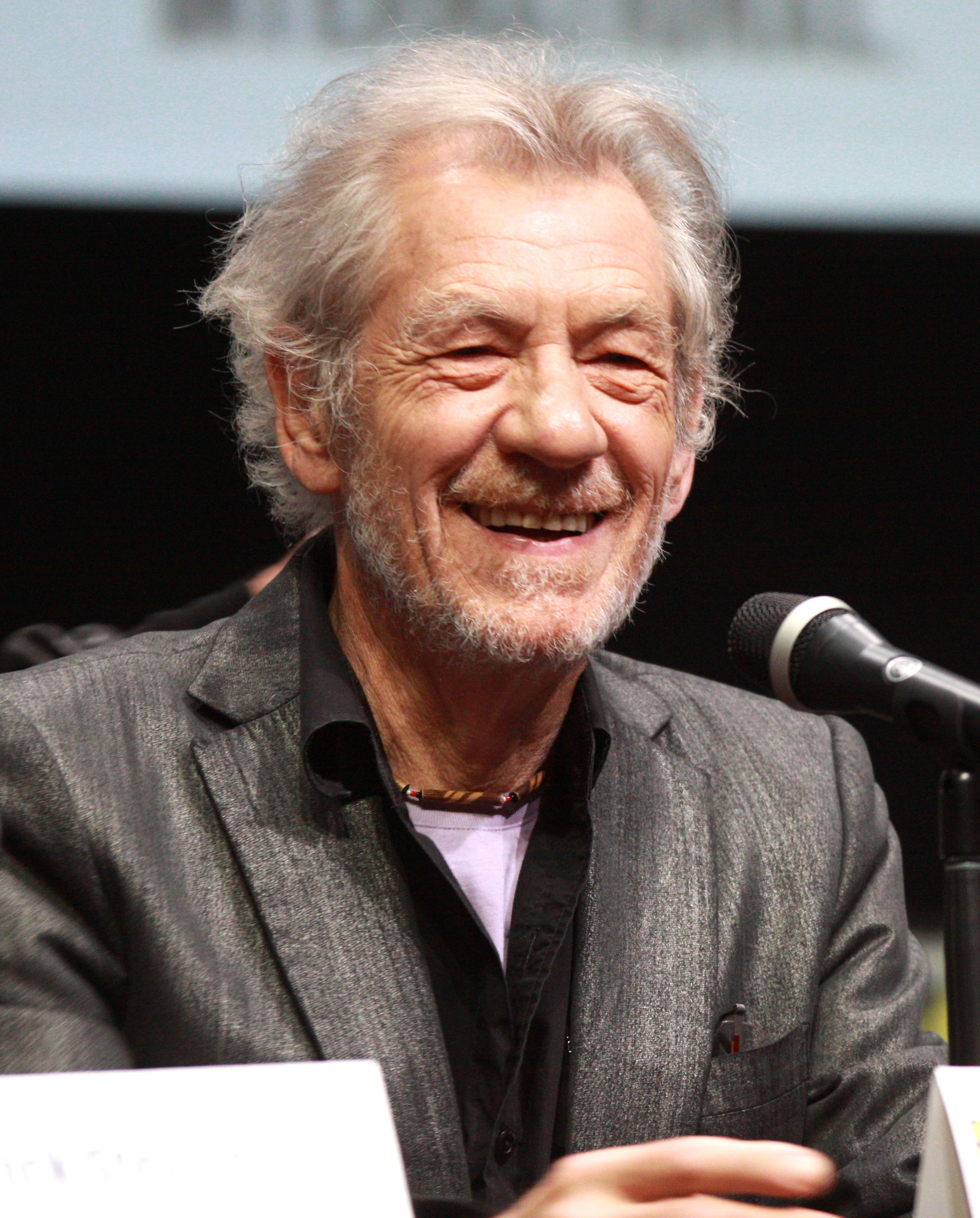
Ian McKellen doppia la Grande Intelligenza (nella nuova serie)
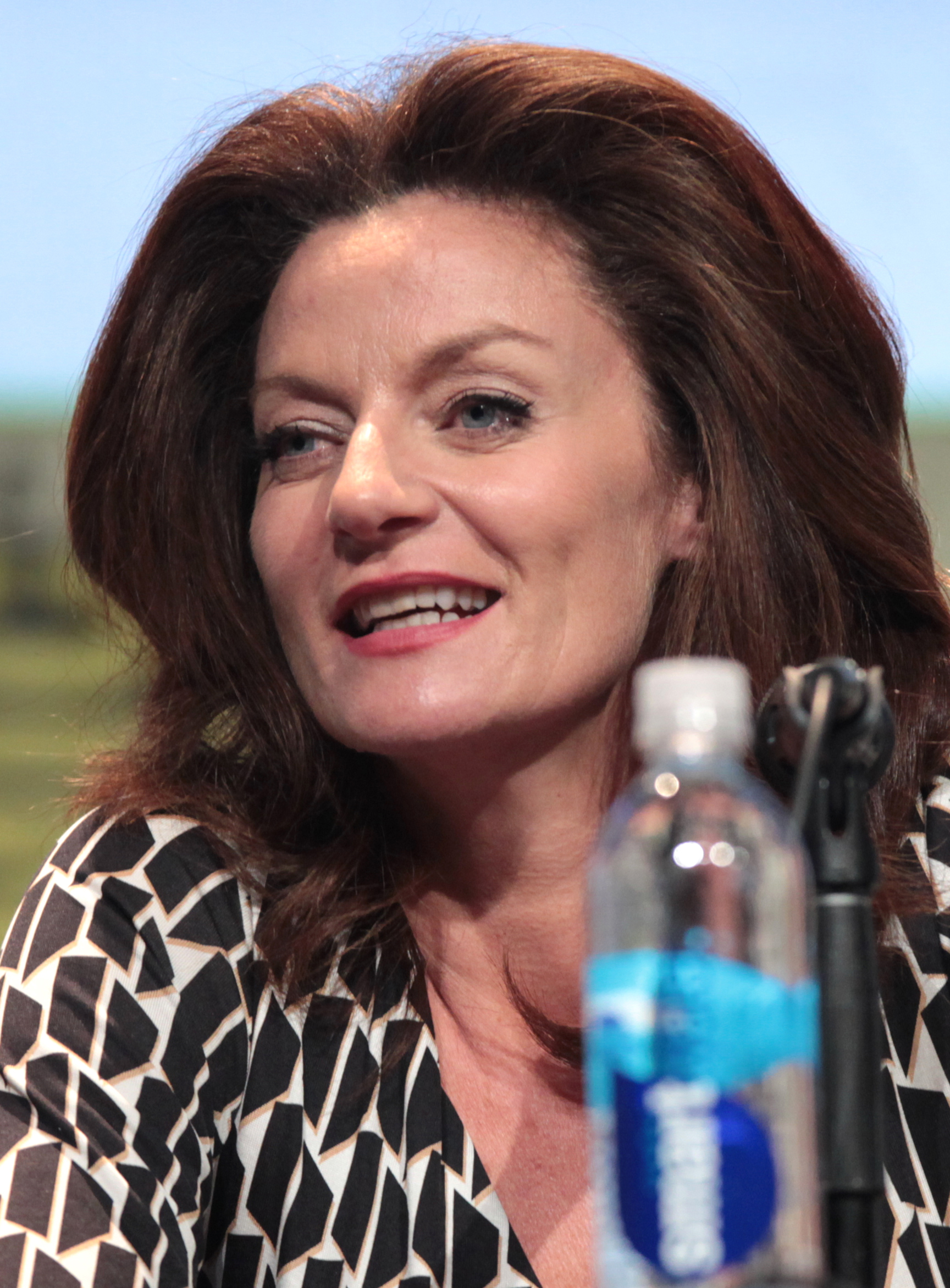
Michelle Gomez interpreta il Maestro (nella nuova serie)

## Altri personaggi

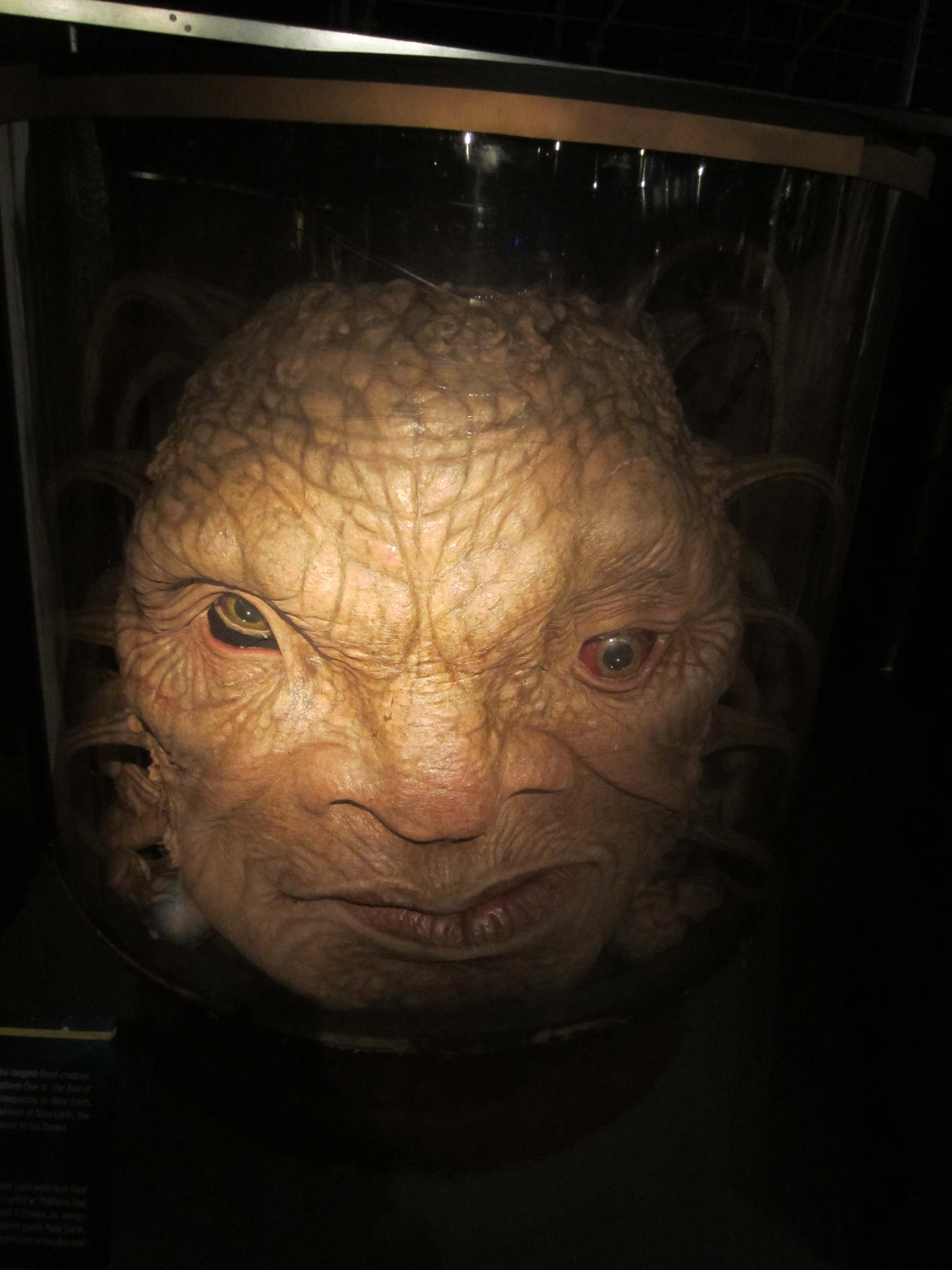
Riproduzione di Faccia di Boe

### Faccia di Boe
La Faccia di Boe (Face of Boe) è un essere antico e saggio che nella nuova serie viene incontrato in alcuni episodi ambientati in un futuro lontano di cinque miliardi di anni (La fine del mondo, La vendetta di Cassandra, L'ingorgo). Il suo corpo è costituito dalla sola testa, di forma umanoide, che viene tenuta in una teca di vetro piena di liquido, probabilmente al fine di farlo sopravvivere. Si dice che sia l'essere più vecchio dell'universo, nonché l'unico superstite della sua razza. Custodisce un segreto anch'esso materia di leggenda, che rivela infine al Dottore al momento della sua morte. Nel finale della terza stagione si allude al fatto che egli possa essere in realtà l'immortale Jack Harkness, sopravvissuto per miliardi di anni ma ora con un corpo in decadimento. Il produttore esecutivo Russell T. Davies ha tuttavia dichiarato in un'intervista che il collegamento tra i due personaggi, se davvero esiste, non verrà esplicitato. Doppiato in originale da Struan Rodger e in italiano da Saverio Moriones.

### Jackie Tyler
Jacqueline Andrea Suzette "Jackie" Tyler, interpretata da Camille Coduri, è la madre di Rose Tyler. Vedova del marito, ha cresciuto Rose da sola, ha un rapporto altalenante con il Dottore perché, pur andando abbastanza d'accordo con lui, si sente sminuita dal fatto che Rose preferisca la compagnia del Signore del Tempo alla sua. Nel finale della seconda stagione Jackie rimarrà bloccata in un universo parallelo, dove vive con una versione alternativa di suo marito, con il quale avrà un altro figlio. Torna nel finale della quarta per aiutare Rose e il Dottore a combattere i Dalek, che stavano invadendo la Terra, per poi tornare nel "Mondo di Pete" con Rose e il Dottore Meta-Crisi. Doppiata da Antonella Rinaldi.

### Wilfred Mott

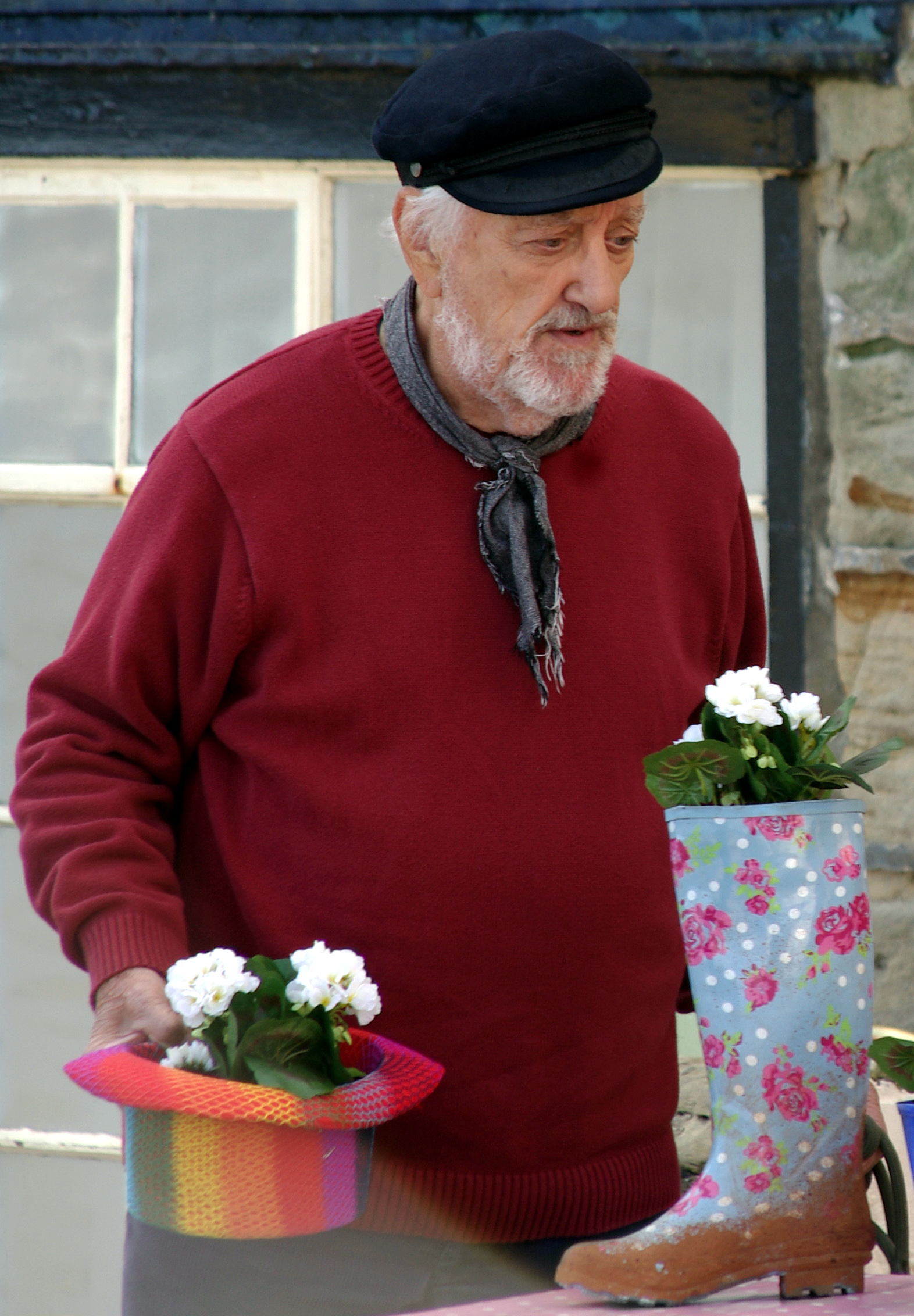
Bernard Cribbins interpreta Wilfred Mott

Wilfred Mott (Bernard Cribbins) è il nonno di Donna Noble. Vuole molto bene a sua nipote, inoltre ha sempre avuto un buon rapporto con il Dottore. Wilfred è fermamente convinto dell'esistenza degli alieni e passa le notti su una collina, guardando le stelle con il suo telescopio. Cercando di salvare Wilfred, il Dottore ha dovuto sacrificarsi, rigenerandosi per la dodicesima volta. Vede il Decimo Dottore per l'ultima volta durante il suo tour dei saluti, quando si presenta al matrimonio di Donna. Doppiato da Dante Biagioni (stagione 4), Gianni Giuliano (speciali 2023).

### Strax
Strax (Dan Starkey) è un soldato clone dell'esercito Sontaran, in diverse occasioni ha aiutato il Dottore. Viene apparentemente ucciso nell'episodio Un uomo buono va in guerra, ma viene ritrovato quasi morente da Madame Vastra e sua moglie Jenny nel periodo vittoriano, accettando di diventare loro compagno e maggiordomo. Doppiato da Enzo Avolio.

### Madame Vastra
Madame Vastra (Neve Mclntosh) è una siluriana che aiuta il Dottore in diverse avventure. Omosessuale, sposata con un'umana di nome Jenny, nel periodo vittoriano viene riconosciuta come una grande investigatrice con il nome di "Velata Detective". Secondo quanto detto dal Dottor Simeon in I pupazzi di neve, Arthur Conan Doyle ha creato Sherlock Holmes basandosi sulle avventure sue e di Jenny. Doppiata in italiano da Giò Giò Rapattoni.

### Jenny Flint
Jenny Flint (Catrin Stewart) è un'umana sposata con Madame Vastra e che allo stesso tempo le fa da cameriera come copertura. Vivono nella Londra vittoriana, dove risolvono casi insieme al loro maggiordomo Strax. Secondo Vastra, il Dottore le ha salvato la vita durante il loro primo incontro. Doppiata da ? (stagione 6), Laura Amadei (ep. 7×6), Letizia Scifoni (ep. 7×12+).

### Kate Stewart
Kate Lethbridge-Stewart è la figlia del brigadiere Alister Lethbridge-Stewart (storico compagno del Dottore nella serie classica), nonché ufficiale scientifico a capo della UNIT. Il suo personaggio compare per la prima volta negli speciali direct-to-video Downtime e Dæmons Rising, dove è interpretata da Beverley Cressman. Fa la sua prima apparizione nella serie madre in La potenza di tre, interpretata da Jemma Redgrave, ricomparendo poi nello speciale per il cinquantenario e nel finale dell'ottava stagione. Nella nona stagione chiede aiuto a Clara Oswald quando Missy blocca tutti gli aerei nel cielo. Doppiata da Laura Boccanera (stagione 7), Cristina Boraschi (dalla stagione 8).

### Danny Pink
Danny Pink (Samuel Anderson) è un ex-soldato, ora insegnante presso la Coal Hill Secondary School. Personaggio ricorrente nel corso dell'ottava stagione, si fidanzerà con la compagna di viaggio del Dottore, Clara Oswald, anch'essa insegnante. Nell'episodio Ascolta si scopre che il suo vero nome è Rupert, da lui cambiato dopo che Clara, in un fortuito incontro con la di lui versione più giovane, gli aveva raccontato la storia di Danny "il soldatino senza fucile". Dopo la sua prematura morte, Missy (la rigenerazione femminile del Maestro) trasformerà Danny in un Cybermen, grazie alla tecnologia Gallifreyana. L'ex soldato riuscirà ugualmente a mantenere l'autocontrollo, e aiuterà Clara e il Dottore a impedire l'invasione Cybermen, mandando via le macchine dalla Terra, ordinando loro di autodistruggersi, ma purtroppo pure lui si vede costretto a fare la stessa fine, dicendo addio alla sua amata Clara. Nonostante avesse l'occasione di ritornare in vita con lo speciale braccialetto di Missy, preferisce usare il congegno per fare risorgere un bambino che lui uccise accidentalmente quando era un soldato. Doppiato da Fabrizio Manfredi.

### Ashildr
Ashidr (Maisie Williams) è una vichinga resa immortale dal Dottore.

### Jenny
Jenny (Georgia Moffett) è la figlia del Decimo Dottore, creata sul pianeta Messalina grazie a un prelevamento genetico.

## Congregazioni e agenzie
Nell'arco narrativo della serie, sono comparse diverse congregazioni, agenzie governative e gruppi, che hanno avuto dei ruoli importanti nella serie. Qui vengono elencati i più importanti:

### La Sorellanza di Karn
La Sorellanza di Karn è una congrega composta da Signori del Tempo, i cui membri sono esclusivamente donne guidate dalla Gran Sacerdotessa Ohila (interpretata da Clare Higgins, doppiata da Stefanella Marrama). Un tempo erano loro a governare su Gallifrey, con il nome di Sacerdotesse di Pythia. La loro cultura è contraddistinta dal mistero e dall'occulto. Proteggono la "Fiamma Sacra", dalla quale viene prodotto "l'Elisir della Vita", con cui allungano la loro vita. Quando Rassilon prese il controllo di Gallifrey, le esiliò sul pianeta Karn, una vecchia colonia di Gallifrey, un pianeta povero, poco più di un deserto. Appaiono per la prima volta nella vecchia serie, nell'episodio The Brain of Morbius; riappaiono successivamente nel mini episodio on-line The Night of the Doctor, dove convincono l'Ottavo Dottore a partecipare alla Guerra del Tempo per fermarla, donandogli un elisir speciale che gli conferisce la capacità di rigenerarsi con la personalità che vuole.

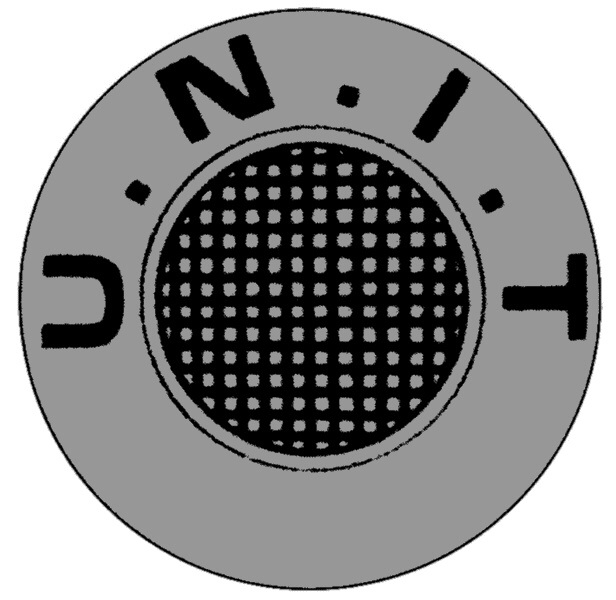
Logo della UNIT nella serie classica

### La UNIT
La UNIT (UNified Intelligence Taskforce o United Nations Intelligence Taskforce) è un gruppo militare governativo che lavora per le Nazioni Unite, il cui scopo è quello di contrastare le minacce aliene. La UNIT è contraddistinta da una gerarchia militare; spesso collabora con il Dottore (il quale è considerato una personalità importante e rispettabile per l'agenzia) affrontando le minacce aliene con delle attrezzature scientifiche molto sofisticate e avanzate. Le personalità di spicco dell'agenzia sono la dottoressa Elizabeth Shaw, il sergente John Benton, il capitano Mike Yates, l'ufficiale medico Harry Sullivan, il Brigadiere Alistar Gordon Lethbridge-Stewart e sua figlia Kate Stewart. Per un breve periodo anche la compagna di viaggio del Decimo Dottore, Martha Jones, ha fatto parte della UNIT. Nonostante collabori con loro il Dottore più volte ha affermato di non andare d'accordo con i loro metodi da militare, essendo lui un pacifista convinto. 
Nell'undicesima stagione il tredicesimo Dottore telefona alla UNIT per ricevere aiuto contro un Dalek ma la chiamata viene reindirizzata alla Sicurezza del Regno Unito, in quanto il paese ha scelto di ritirarsi dal programma UNIT perché troppo costoso. Tuttavia negli episodi speciali del 2023, l'organizzazione (guidata sempre da Kate) è di nuovo operativa e la sua esistenza è ora di pubblico dominio.

### Il Torchwood

Logo dell'Istituto Torchwood

L'Istituto Torchwood è un'agenzia governativa inglese che, in maniera analoga alla UNIT, combatte le minacce aliene e paranormali. Viene spesso consultato anche da altre agenzie governative, come per esempio la CIA. Compare solo nella nuova serie di Doctor Who (a partire dal 2005) ed è composta da agenti ben addestrati, ricercatori e ufficiali medici. Uno dei suoi scopi principali è anche quello di nascondere al grande pubblico le tracce di presenze extraterrestri. Diversamente dalla UNIT il Torchwood fa anche lavori di ricerca riguardo alle forme di vita aliene, e spesso si impadronisce delle loro tecnologie per poi riutilizzarle nelle sue missioni. Fu il Decimo Dottore a causare involontariamente la sua creazione: nel 1879 egli visse in tale anno un'avventura pericolosa con la regina Vittoria del Regno Unito, che ritenne poi necessario creare un istituto di ricerca per combattere le minacce extraterrestri, creando così il Torchwood.
Il Torchwood possiede diverse basi attorno al globo:
- Torchwood 1 a Londra, che però venne smantellata quando causò una crepa tra diverse realtà parallele con una conseguente invasione di Dalek e Cybermen, che fu poi arginata dal Decimo Dottore.
- Torchwood 2 a Glasgow. Di questa divisione si sa solo che era diretta da un uomo molto strano e che molto probabilmente chiuse poco prima degli eventi dei 456.
- Torchwood 3 a Cardiff. La divisione guidata dal Capitano Jack Harkness; è attorno alle vicende di questa base che ruota lo spin-off di Doctor Who intitolato Torchwood.
- Torchwood 4, una divisione scomparsa.
- Torchwood 5 in India

Proprio come per la UNIT il Dottore non sembra andare molto d'accordo con i metodi operativi del Torchwood.
Tutti gli agenti dell'Istituto sono addestrati a contrastare gli effetti della "carta psichica" del Dottore, una sua particolare tessera che ha il potere di mostrare agli interlocutori del Dottore proprio ciò che loro ritengono plausibile che il Dottore sia nelle diverse situazioni.

### La Chiesa
Appare negli episodi Il tempo degli Angeli, Carne e pietra, Un uomo buono va in guerra e Il tempo del Dottore. Si tratta di un'organizzazione religiosa e militare del 51º e 52º secolo, che secondo l'Undicesimo Dottore si è evoluta dalle Chiese terrestri. I suoi obiettivi sono la sicurezza interstellare e la protezione delle popolazioni umane ed è dotata di tutte le più avanzate tecnologie del suo periodo (si tratta essenzialmente di un'organizzazione di intelligence). Il suo comando e i suoi capi si trovano sul Mainframe Papale, un'enorme astronave-chiesa spaziale. Il suo comando supremo è affidato alla "Madre Superiora" Tasha Lem (interpretata da Orla Brady).
Parte della Chiesa sono i Silenti, che sono semplicemente suoi confessori.
Nell'episodio Il tempo del Dottore la Chiesa, tramite il comando di Tasha Lem, si pone l'obiettivo di impedire al Dottore di rispondere a una domanda inviata dai Signori del Tempo attraverso una crepa spaziotemporale situata sul pianeta Trenzalore, la cui risposta corretta, conosciuta solo dal Dottore e dai Signori del Tempo, avrebbe fatto sì che questi ultimi sapessero che dall'altra parte della crepa c'era l'universo giusto in cui tornare dal luogo in cui erano rimasti intrappolati dopo gli eventi di Il giorno del Dottore. La Chiesa vuole impedire, con il ritorno dei Signori del Tempo, il ri-inizio della Guerra del Tempo, e la domanda cui il Dottore doveva rispondere era: «Doctor who?» ("Il Dottore chi?"), cui la risposta corretta era il vero nome del Dottore.
La Chiesa tenta dunque di prelevare il Dottore da Trenzalore, ma quest'ultimo genera una situazione di stallo rimanendo sul pianeta con lo scopo di difenderlo dai nemici dei Signori del Tempo, che vorrebbero vedere il pianeta distrutto per via del fatto che l'accesso all'universo dei Signori del Tempo si trova lì.
Tasha Lem converte il nome della Chiesa in Chiesa del Silenzio, in quanto votata al silenzio del Dottore, che non deve pronunciare il suo nome.
Una parte della Chiesa del Silenzio, governata da Madame Kovarian (personaggio ricorrente nella sesta stagione della nuova serie, interpretato da Frances Barber e doppiato da Anna Rita Pasanisi), durante lo stallo imposto dal Dottore (che dura centinaia di anni) concepisce l'idea di distruggere il Dottore prima che lo stallo inizi, in modo da impedire definitivamente che il Dottore stesso pronunci il suo nome. Questo settore della Chiesa, chiamato "Capitolo di Kovarian", pur di raggiungere questo obiettivo si ribella al comando di Tasha Lem scindendosi dalla Chiesa, e dà vita infine all'Ordine del Silenzio.
Lo stallo terminerà dopo che il Dottore sventa un tentativo dei Dalek di impossessarsi completamente della Chiesa, a seguito del quale Tasha Lem e il resto della Chiesa si alleano con il Dottore nella difesa di Trenzalore, lasciandolo sul pianeta.